# انقلاب يوليو 1936 في إسبانيا
انقلاب يوليو 1936 في إسبانيا (بالإسبانية: Golpe de Estado en España de julio de 1936)‏ هي انتفاضة قومية وعسكرية مصممة لإسقاط الجمهورية الإسبانية الثانية، ولكنها في الواقع عجلت الحرب الأهلية الإسبانية عندما تقاتل القوميون مع الجمهوريين للسيطرة على إسبانيا. وأدي الانقلاب نفسه الذي ظهر في 17 يوليو 1936 إلى انقسام الجيش الإسباني والسيطرة الإقليمية، بدلاً من انتقال سريع للسلطة. على الرغم من أن الحرب الناتجة أدت في نهاية المطاف إلى أن يصبح أحد قادتها، فرانسيسكو فرانكو حاكمًا لإسبانيا.
كان القصد من الانتفاضة أن تكون سريعة، لكن الحكومة احتفظت بالسيطرة على معظم البلاد بما في ذلك مالقة وجيان وألمرية. ثم استولى المتمردين على قادس، وتمكن الجنرال كيبو ديانو من تأمين إشبيلية. وفي مدريد: تم تطويق المتمردين داخل ثكنات مونتانا، التي سقطت مع إراقة الكثير من الدماء. في 19 يوليو أمرت الحكومة برئاسة رئيس الوزراء المعين حديثًا خوسيه غيرال بتوزيع الأسلحة على الاتحادات والنقابات، مما ساعد على هزيمة المتمردين في مدريد وبرشلونة وفالنسيا، وأدى أيضا إلى سيطرة الأناركيين على أجزاء كبيرة من أراغون وكتالونيا. استسلم الجنرال المتمرد غوديد في برشلونة وحكم عليه بالإعدام. كان المتمردون قد حصلوا على دعم حوالي نصف جيش شبه الجزيرة الإسبانية، والذي بلغ إجماليه -مع السماح أعداد كبيرة بإجازة ممتدة- حوالي 66000 رجل، بالإضافة إلى جيش أفريقيا البالغ قوامه 30,000 جندي. كان جيش إفريقيا القوة العسكرية الأكثر احترافًا وقدرة في إسبانيا. احتفظت الحكومة بأقل من نصف المعروض من البنادق والمدافع الرشاشة الثقيلة والخفيفة وقطع المدفعية. كان لدى كلا الجانبين عدد قليل من الدبابات والطائرات القديمة، وكانت القدرة البحرية نوعا ما متعادلة. ولكن انشقاق ضباط الوحدات الجمهورية من جميع الأنواع قد أضعف الحكومة.

## البداية
بعد انتخابات نوفمبر 1933، دخلت إسبانيا حقبة أسمتها الأحزاب اليسارية «بالسنتين السوداوين» (بالإسبانية: bienio negro)‏. حيث استلم اليمين الملكي الحكم، ونال دعم رئيس الوزراء الإيطالي بنيتو موسليني. فجاهد خوسيه ماريا جيل روبلز، زعيم حزب سيدا (CEDA) للسيطرة على جناح الشباب في الحزب، ناسخا الحركات الشبابية لألمانيا وإيطاليا. لكن الملكيين حولوا انتباههم إلى فاشية الكتائب الإسبانية أو الفلانخي بقيادة خوسيه أنطونيو بريمو دي ريفيرا. واستمر حزب سيدا بتقليد الحزب النازي الألماني، حيث نظم مسيرة في مارس 1934. واستخدم جيل روبلز قانونًا لمكافحة الإضراب لإثارة النقابات وتفكيكها واحدًا تلو الآخر بنجاح. مما أثار المجالس المحلية تحت الهيمنة الاشتراكية إلى الخروج بإضراب العمال يوم 5 يونيو 1934، ولكنها أخمدت بوحشية مع اعتقال أربعة نواب وخروقات للمادتين 55 و 56 من الدستور.
في 26 سبتمبر 1934، أعلن حزب سيدا أنه لن يدعم حكومة الأقلية في الحزب الجمهوري الراديكالي. فاستبدلت بحكومة أليخاندرو ليروكس زعيم الحزب الجمهوري الراديكالي التي ضمت ثلاثة أعضاء من سيدا. فأشعل اتحاد العمال العام (UGT) الإضراب الثوري العام أوائل أكتوبر 1934 في معظم أنحاء إسبانيا. فنصبت الحكومة الجنرال فرانسيسكو فرانكو في قيادة غير رسمية للجهود العسكرية لقمع ثورة عمال المناجم الأستورية، والتي احتل خلالها العمال المضربون عدة بلدات وعاصمة المقاطعة. وتم تسليح حوالي 30,000 عامل خلال عشرة أيام. فقام جنود فرانكو -بعضهم أحضروا من جيش أفريقيا الإسباني- بتصرفات فظيعة، مما أسفر عن مقتل الرجال والنساء والأطفال، ونفذت إعدامات سريعة عند استعادة المدن الرئيسية في أستورياس. فقُتل حوالي 1,000 عامل ونحو 250 جنديًا حكوميًا. كانت تلك بمثابة نهاية فعلية للجمهورية. وتبع ذلك أشهر من الانتقام والقمع من كلا الجانبين. فجرى تعذيب السجناء السياسيين. فاندلعت عمليات قتل سياسي وديني وتفجيرات وإطلاق النار في الشوارع. فأصبح لكل حزب سياسي مليشياته المسلحة. دفع جيل روبلز مرة أخرى إلى انهيار الحكومة، فتم ارضائه بخمسة وزارات من حكومة ليروكس الجديدة. وكذلك تعرض الجيش للتطهير من الأعضاء الجمهوريين. وترقى أولئك الموالين لجيل روبلز، فعين الجنرال فرانكو رئيسًا للأركان.
تجلى استقطاب الحياة السياسية في أعقاب الانتخابات العامة في 16 فبراير 1936، والذي بدأ مع ثورة 1934 الفاشلة والقمع الذي تلاها. فاتحد اليسار في ائتلاف سمي بالجبهة الشعبية التي جمعت بين الاتحاد الجمهوري لدييغو مارتينيز باريو إلى الحزب الشيوعي الإسباني (PCE) مروراً بالحزب الاشتراكي العمالي الإسباني (PSOE) واليسار الجمهوري لكتالونيا (ERC) وحزب مانويل أثانيا (اليسار الجمهوري IR). في المقابل تجمعت معظم أحزاب اليمين في الجبهة الوطنية المضادة للثورة (CEDA والتجديد الإسباني والكارليون والرابطة الكاتالونية وغيرها)، ولم ينضم إليها الفلانخي ولا PNV الباسكي. وقد انتهت الانتخابات بفوز الجبهة الشعبية بفارق ضئيل وهو أقل من 1% من الأصوات. وإن ادعت الجبهة الشعبية بأنها سيطرت على الأغلبية المطلقة من المقاعد، ولكن الأحزاب اليمينية احتجت على التلاعب بنتائج الانتخابات، مدعية تخصيص المقاعد بشكل احتيالي من خلال الإكراه والعنف والخطأ الوثائقي.
منذ تلك اللحظة اندلعت موجة احتجاج مع العديد من الهجمات وحرق الممتلكات وتخريبها. سرعان مادخلت جماعات الفلانخي شبه العسكرية في الميدان، وواجهتها تنظيمات اليسار العمالي شبه عسكرية. قيل أنه أحصي في شهر فبراير 1936 وحده 441 عملية اغتيال في جميع أنحاء البلاد، وهو رقم لم يؤكده أي مؤرخ آخر ومبالغ فيه مقارنة مع الأرقام التي تم التعامل معها. ذكرت دراسة هي أكثر شمولاً حتى الآن بشأن حوادث العنف السياسي بين فبراير ويوليو 1936 مامجموعه 189 حادثة و 262 حالة وفاة، 112 منها بسبب تدخل قوات النظام العام. ومن بين الضحايا الـ 262 كان هناك 148 من مسلحي اليسار و 50 من اليمين و 19 من قوات النظام العام، و 45 غير محددة هويتهم. وتؤكد نفس الدراسة أن عدد قتلى العنف السياسي انخفض بقوة في يونيو ويوليو إلى 24 و 15 قتيل على التوالي (كان الشهر الأكثر دموية هو مارس بـ 93 قتيل).
استخدم المنتصرين في الحرب الأهلية أحداث الأشهر الخمسة الأولى في حكومة الجبهة الشعبية -من فبراير إلى يوليو 1936- بأنها مبرر لانتفاضتهم. ومع أن معظم المؤرخين لايزالون يعتقدون إلى الآن أنه لم يكن هناك أي حديث عن "ربيع مأساوي" فقدت فيه حكومة "الجبهة الشعبية" سيطرتها على الوضع لأنه في تلك الأشهر لم تكن هناك "حالة طوارئ مقارنة مع حالة 1934 في إسبانيا، أو حتى تلك التي شهدتها ألمانيا وفرنسا طوال عشرينيات وثلاثينيات القرن الماضي"، بالرغم من حقيقة أنه لا يمكن إنكار أن الاضطرابات الاجتماعية والعمالية في الريف والمدينة كانت ثابتة وأن الزيادة في العنف الصريح يغذيه تصرفات اليسار واليمين لأسباب سياسية. وبالمثل، فإن "تصميم الكتلة الوطنية التي أصبح خوسيه كالفو سوتيلو هو زعيمها الأوحد واجتمعت معارضة السيدا مع خوسيه ماريا جيل روبلز، فقام بتوجيه أفعالهم للإضرار بالقانون، والاستفادة من تحريض الشارع وتحميل الحكومة مسؤولية ذلك”. وكان استنتاج معظم المؤرخين واضح:“إن عدم الاستقرار السياسي الحقيقي في ربيع 1936 لايخول بأي شكل من الأشكال الانتفاضة العسكرية [في يوليو 1936]، ولاحتى يبررها". أظهر المجتمع الإسباني وسياساته علامة لا لبس فيها على وجود أزمة، ولكن هذا لايعني أن المخرج الوحيد هو الحرب الأهلية".
في تلك الأوقات بدأ اليمين بالتآمر للإطاحة بالجمهورية بدلاً من السيطرة عليها. حيث قاد أثانيا حكومة أقلية ضعيفة. كان من الممكن أن يكون التهدئة والمصالحة مهمة ضخمة. ولكن تصاعدت أعمال العنف والانتقام. وفي أبريل أزاح البرلمان الرئيس زامورا عن منصبه وعين أثانيا رئيسا. ومع ذلك بدأ عزل أثانيا تدريجيا عن السياسة اليومية، وكان بديله كاساريس كيروغا ضعيفًا. كان هذا حدث فاصلاً ألهم المحافظين بالتخلي عن السياسة البرلمانية. قامت سيدا بتحويل صندوق حملتها إلى المتآمر العسكري إميليو مولا. فاستلم الملكي خوسيه كالفو سوتيلو زعامة سيدا في البرلمان بدلا من جيل روبلز. وقد بذل بريتو قصارى جهده لتجنب الثورة، فقام بالترويج لسلسلة من الأشغال العامة وإصلاحات النظام المدني، بما فيها أجزاء من الجيش والحرس المدني. سرعان ماستولى الشيوعيون على صفوف المنظمات الاشتراكية، مما أدى إلى تخويف الطبقات الوسطى. قرر العديد من الجنرالات أنه يجب استبدال الحكومة لمنع سقوط إسبانيا. فبدأوا بازدراء السياسيين المحترفين.

## التجهيز للانقلاب

### المحاولة الأولى انقلاب
بدا أن «الطريق السياسي» لمنع عودة اليسار إلى السلطة قد فشل بعد هزيمة جيل روبلز وحزبه في الانتخابات، فجرت محاولة انقلابية لليمين بوقف تسليم السلطة إلى المنتصرين. حيث ضغط جيل روبلز في ديسمبر للتأثير على الجنرالات الذين وضعهم في مناصب رئيسية في قيادة الجيش (الجنرال فانجول وجوديد وفرانكو) حول فكرة الانقلاب. أما الأول فقد حاول دون جدوى جعل رئيس الوزراء بالوكالة مانويل بورتيلا فالاداريس يعلن «حالة حرب» ويلغي الانتخابات. ثم تبعه الجنرال فرانكو الذي لايزال رئيس هيئة الأركان العامة للجيش فاتصل على فالاداريس مقترحا إعلان الأحكام العرفية وخروج الجيش. لم تكن تلك محاولة انقلاب، ولكنها كانت أكثر من «عمل شرطة» مشابهة لأستورياس، حيث اعتقد فرانكو أن بيئة مابعد الانتخابات قد تصبح عنيفة محاولا إخماد التهديد اليساري المتوقع.، ولكن تنصل كلا من رئيس الحكومة [فالاداريس] ووزير الحرب الجنرال نيكولاس موليرو، فاستقالت حكومة فالاداريس قبل تشكيل الحكومة الجديدة. ولعب الجنرال سيباستيان بوزاس مدير الحرس المدني دورًا بارزًا في افشال الانقلاب. فهو أفريقي قديم ولكنه مخلص للجمهورية، وعندما تلقى مكالمة من الجنرال فرانكو للانضمام إلى عمل عسكري واحتلال الشوارع رفض، وكذلك الجنرال ميغيل نونيز رئيس الشرطة الذي لم يدعم الانقلاب. وفي النهاية لم ير الجنرال فرانكو الوضع ناضجًا فتراجع، خاصة بعد فشل الجنراليين غوديد وفانخول في تمرد حامية مدريد.
انتهت محاولة الانقلاب على عكس ماكان متوقعًا. فقد سلم رئيس الوزراء بالنيابة السلطة إلى الائتلاف الفائز دون انتظار الجولة الثانية من الانتخابات (المقرر إجراؤها في 1 مارس). وهكذا في يوم الأربعاء 19 فبراير شكل مانويل أثانيا زعيم «الجبهة الشعبية» حكومةً حسب ماتفق عليه، حيث تكونت من وزراء اليسار الجمهوري (تسعة من اليسار الجمهوري وثلاثة من الاتحاد الجمهوري، بالإضافة إلى واحد مستقل وهو الجنرال ماسكويلت وزير الحرب). كان أحد أول القرارات التي اتخذتها الحكومة الجديدة هو إزاحة معظم الجنرالات المناهضين للجمهوريين من مراكز السلطة: فنقل الجنرال جوديد إلى القيادة العسكرية البليارية، والجنرال فرانكو إلى جزر الكناري، الجنرال مولا للحكومة العسكرية في بامبلونا. الجنرالات المهمون الآخرون، أمثال أورغاز وفياغاز وفانخول وساليكيت تركوا في وضع متاح وقريب. ومع ذلك فسياسة النقل تلك لم توقف المؤامرة العسكرية والانقلاب الذي جرى بين 17 و 18 يوليو، وحتى في بعض الحالات مثل حالة الجنرال فرانكو، جعلتهم يزيدون من رفضهم لحكومة أثانيا من خلال اعتبار نقلهم لجزر الكناري بمثابة تدهور وإذلال ونفي.

### الاستعداد للمؤامرة

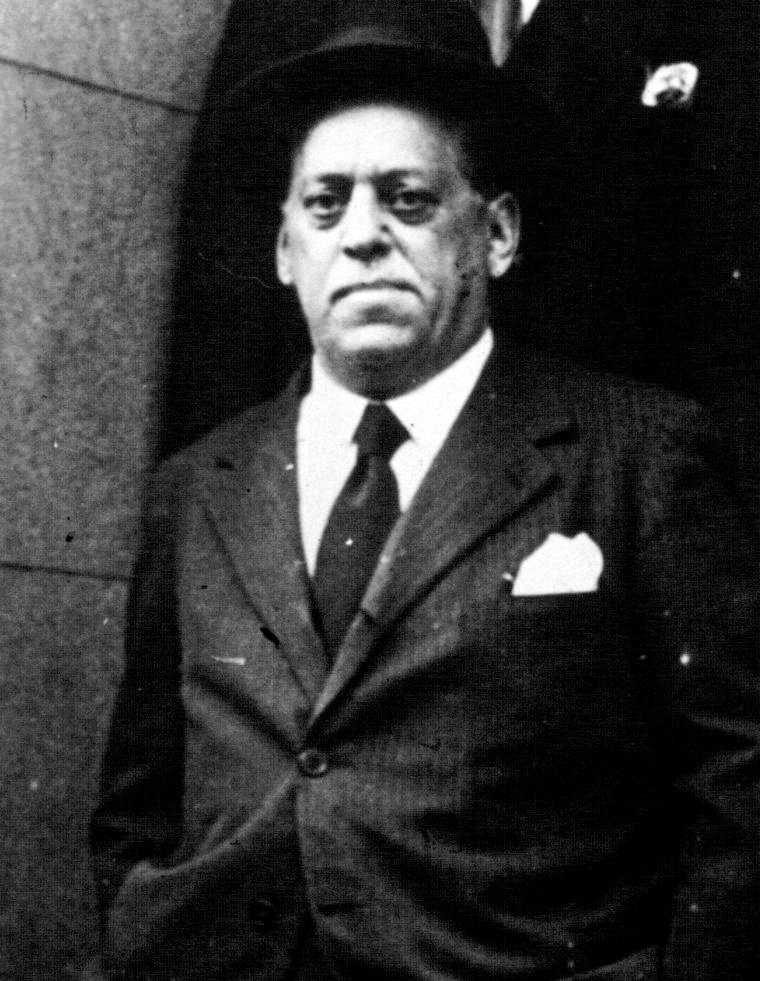
الجنرال سانخورخو سنة 1932.

بدأت المؤامرة العسكرية للقيام بانقلاب (كما أسماه المتآمرون) لإسقاط الحكومة بمجرد انتهاء الانتخابات الأخيرة بانتصار الجبهة الشعبية، حيث اعتمدت في البداية على مؤامرات الانقلاب التي أعيد تشكيلها بعد فشل تمرد الجنرال سانخورخو في أغسطس 1932.
وفي 8 مارس اجتمع عدد من الجنرالات (إميليو مولا ولويس أورجاز يولدي وفياغاز وخواكين فانخول وفرانسيسكو فرانكو إلى جانب العقيد خوسيه إنريكي فاريلا والملازم فالنتين غالارزا من UME)، واتفقوا على خلق انتفاضة عسكرية تسقط حكومة الجبهة الشعبية المشكلة حديثًا واستعادة النظام في الداخل وهيبة إسبانيا الدولية. كما تم الاتفاق على أن يتم تشكيل الحكومة من مجلس عسكري يرأسه الجنرال سانخورخو الموجود منفاه في البرتغال. وأن المنسق في إسبانيا هو الجنرال أنخل رودريغيز ديل باريو.
قام الجنرال غونزالو كيبو ديانو (رئيس حرس الحدود) الذي كان ينظم مؤامرة انقلاب أخرى بمفرده، بزيارة مولا في بامبلونا في 12 أبريل. بعد إبلاغ بعضهم البعض بخططهم قرروا التعاون. في 19 أبريل أجهض الجنرال رودريغيز ديل باريو انتفاضة عسكرية في مدريد جزئياً بسبب السرطان الذي عانى منه وأيضا اعتقاده أن الشرطة كانت على علم بالمؤامرة. فانتقل تنسيق المؤامرة إلى الجنرال مولا بقرار من الجنرال سانخورخو، بينما بقي تنسيق الانقلاب في مدريد بيد المقدم فالنتين فالينارزا الملقب بـ «الفني».
لم يتم الاتفاق على الطبيعة السياسية لـ «الحركة العسكرية»، ولكن من أجل تنظيمهم لجأوا إلى الهيكل السري لـ UME المكون من ضباط محافظين وضد أثانيا وجاءوا لتحديد موعد الانقلاب في 20 أبريل، ولكن شكوك الحكومة واعتقال أورجاز وفاريلا المحصورين في جزر الكناري وقادس، أجبر المتواطئين على تأجيل الموعد. علاوة على ذلك فقد بدأت الحكومة بتفريق الجنرالات المشتبه فيهم، فأرسلت غوديد إلى جزر البليار وفرانكو إلى جزر الكناري ومولا إلى بامبلونا. وهذا سمح هذا لمولا بتوجيه انتفاضة البر الرئيسي على الرغم من إشكالية العلاقة بينه وبين القادة الكارليين. أضحى الجنرال خوسيه سانخورخو أيقونة المؤامرة، مما مكنه من التوصل إلى اتفاق مع الكارليين. أما مولا فهو المخطط الرئيس والثاني في القيادة. تم سجن خوسيه أنطونيو بريمو دي ريفيرا في منتصف مارس لكبح جماح الفالانخي. ومع هذا لم تكن إجراءات الحكومة دقيقة كما هو المفترض: فتحذيرات مدير الأمن وشخصيات أخرى لم تؤخذ بعين الاعتبار.
في 12 يونيو التقى رئيس الوزراء كاساريس كيروغا بالجنرال خوان ياغوي، الذي اتُهم بتدبير المؤامرة كبيرة في شمال إفريقيا، لكن ياغوي أقنع كاساريس بولائه للجمهورية. وعقد مولا اجتماعاً بين قادة الحامية في شمال إسبانيا في 15 يونيو، ولكن السلطات المحلية عند سماعها بالاجتماع أحاطته بالحرس المدني. ومع ذلك أمر كاساريس بإخراجهم قائلاً إنه يثق في مولا. بدأ مولا تخطيطًا جادًا في الربيع، لكن ظل الجنرال فرانكو مترددا حتى أوائل يوليو، مما ألهم متآمرين آخرين للإشارة إليه على أنه «ملكة جمال جزر الكناري 1936». إلا أن فرانكو يعد لاعبًا رئيسيًا بسبب هيبته كمدير سابق للأكاديمية العسكرية وأنه قام بقمع الانتفاضة الاشتراكية 1934. وله احترام كبير في الجيش المغربي الإسباني، أقوى قوة عسكرية في إسبانيا. وقد كتب خطابًا مشفرًا إلى كاساريس في 23 يونيو يشير إلى خيانة داخل الجيش، وأنه يمكنه ضبطه إذا تم تكليفه. ومع ذلك لم يفعل كاساريس شيئًا، فقد فشل في القبض على فرانكو أو حتى شرائه، فإن كان من المستحيل وضعه في القيادة العامة، فمن الأفضل أن يتولى فرانكو السيطرة على المغرب في النظام الجديد حيث يهمش هناك. وفي 5 يوليو تم استئجار طائرة لنقل فرانكو من جزر الكناري إلى المغرب، حيث وصلها يوم 14 يوليو.

### مولا مدير المؤامرة

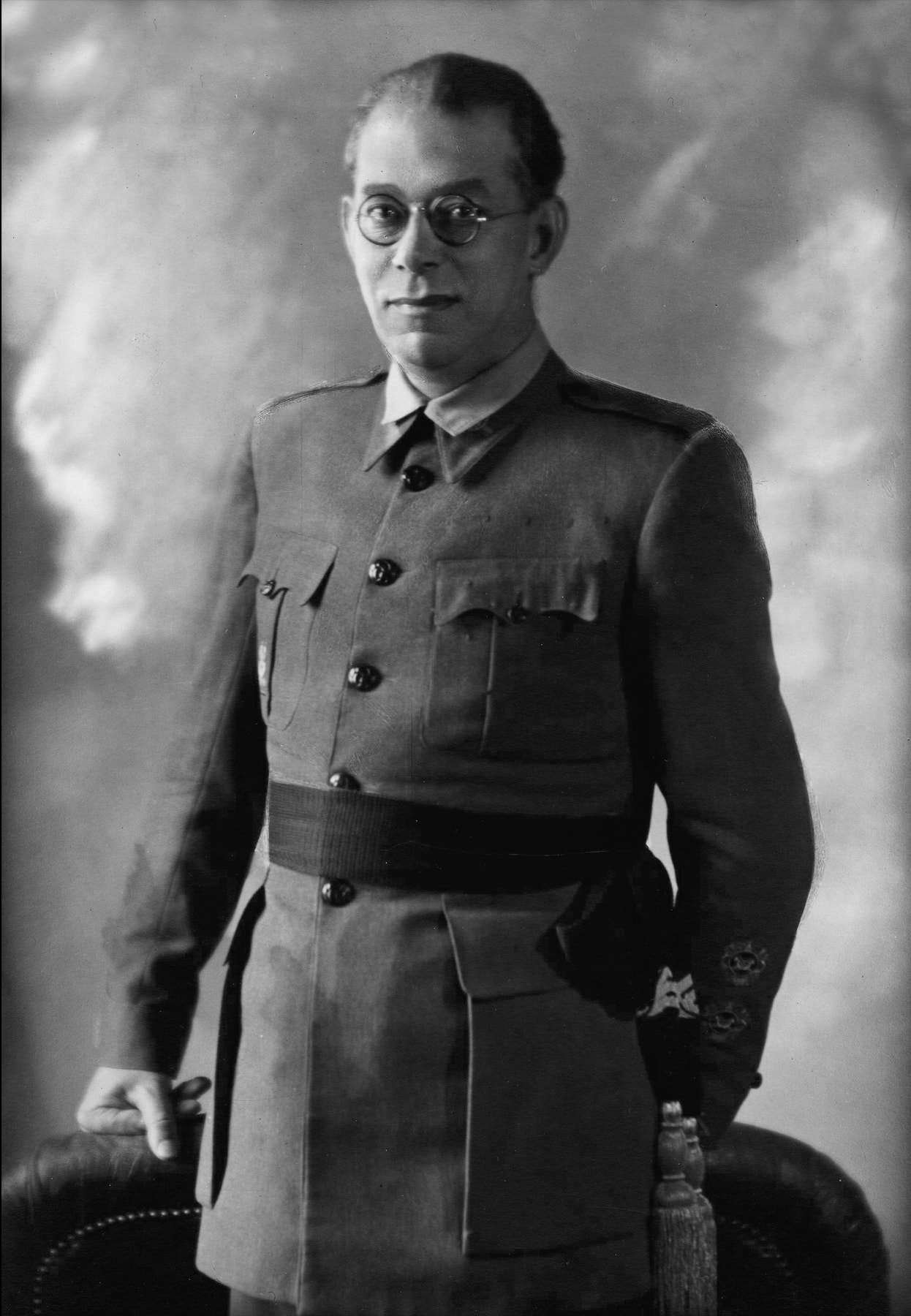
الجنرال إميليو مولا، مدير المؤامرة، حوالي 1930.

اعتمد الجنرال مولا الاسم الرمزي «المدير» ليكون معه في طليعة المؤامرة «فاز في التنظيم والقيادة». واعتمد بشكل أساسي على الجيش الأفريقي وعلى أعضاء الاتحاد العسكري الإسباني السري، الذي كان دوره مهمًا بشكل خاص في الحصول على التداخل الضروري بين المستويات المتوسطة للضباط التي ستكون حاسمة عندما يكون الجنرالات المسؤولون عن الحاميات مخلصين للحكومة.22 ولتنفيذ خطته تابع مشروع تشكيل المجلس العسكري برئاسة الجنرال سانخورخو، وبدأ في صياغة ونشر سلسلة من التعميمات أو «التعليمات المحجوزة» حدد فيها المؤامرة المعقدة التي سينفذها الانقلاب.
تم إصدار أول «خمسة تعليمات محفوظة» في 25 مايو، وظهرت بالفعل فكرة أن الانقلاب يجب أن تكون مصحوبة بقمع عنيف:
تمكن مولا من ضم جنرالات جمهوريين مثل غونزالو كيبو ديانو (قائد الجوالة) وميغيل كابانياس للانضمام إلى المؤامرة. فأجرى كابانيلاس مقابلة معهم في سرقسطة يوم 7 يونيو حيث اتفقوا على تدابير للسيطرة على المعارضة التي «سترفض الكتلة الاتحادية الكبرى» وتنظيم أرتال تمنع الكتالونيين من غزو أراضي أراغون. وحصل مولا على تفاهمات من عدة حاميات حول الانقلاب، وذلك أيضًا بفضل المخطط السري لـ UME التي أدارها العقيد فالنتين جالارزا (الذي كان اسمه الرمزي «الفني»)، لكن مولا لم يكن متفقا معهم بالكامل، حيث كان متشككا إن كان الانقلاب سينتصر في أهم مكان وهي العاصمة مدريد، وكذلك كاتالونيا والأندلس وفالنسيا.
ولكن كانت المشكلة أن أفكار الجيش المتورط في الانقلاب القادم ليست بنفس أفكار انقلاب في 1923، فليس لديهم الآن الجيش بأكمله (لا الحرس المدني ولا قوات الأمن الأخرى) لدعمه. "فالانقسامات التي ظهرت داخل الجيش نفسه منذ الديكتاتورية... إلى الوقت الحالي من الجمهورية وصلت إلى درجة مفرطة من الضراوة من إنشاء نقابات عسكرية لمواجهة النظام السياسي [UME، الاتحاد العسكري الإسباني الملكيون؛ والاتحاد الجمهوري ضد الفاشية].

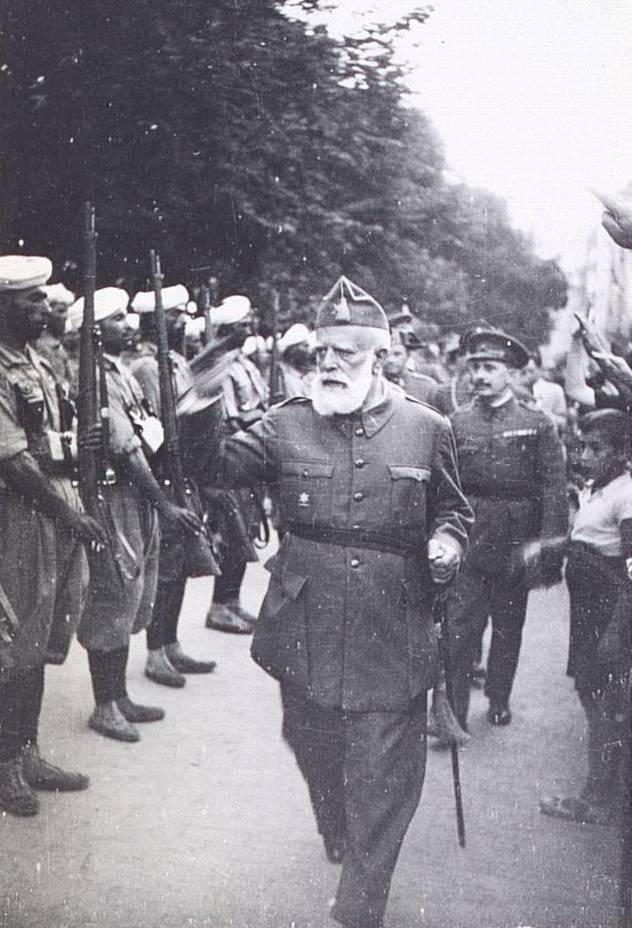
الجنرال ميغيل كابانياس.

وفوق ذلك، لايمكن للمتآمرين الاعتماد على الحاكم الحالي -الرئيس مانويل أثانيا- كما جرى في 1923 من تواطؤ رئيس الدولة الملك ألفونسو الثالث عشر آنذاك. أما الفارق الأخير عن انقلاب 1923 فهو أن موقف المنظمات العمالية والفلاحين كان سلبيًا أمام الانقلاب العسكري لسنة 1923، ولكنه الآن كما أعلنوا أنهم سيشعلون ثورة. لهذه الأسباب تأخر موعد الانقلاب العسكري مرارًا وتكرارًا. بالإضافة إلى ذلك طلب الجنرال مولا أو «المدير» الدعم المادي لميليشيات الأحزاب المناهضة للجمهورية (قوات الريجيتا والفلانخي).
فدخل في مفاوضات لضم حزب المجتمع التقليدي الذي ينضوي تحته قوات ريجيتا الكارلية، وهي قوة شبه عسكرية تتركز بشكل رئيسي في نافارا والباسك إلى الانتفاضة. رفض مولا في البداية قبول مطالب الكارليين، وأنصار الملكية الدينية الذين أرادوا القتال تحت علم روجيجوالدا وقلب يسوع الأقدس، بينما أرادها مولا «دكتاتورية جمهورية» حيث الاستمرار بفصل الكنيسة عن الدولة. ومع ذلك فقد قبل سانخورخو في 11 يوليو مطالب الكارليين الرئيسية، فأعلنوا في 14 يوليو التزامهم بالانتفاضة. وقد انضم قبلهم خوسيه كالفو سوتيلو وحزبه التجديد الإسباني إلى خطة مولا في يوم 10 يوليو. وكذلك زعيم الفالانخ خوسيه أنطونيو بريمو دي ريفيرا المسجون في أليكانتي الذي أعلن منذ البداية عن استعداده للتعاون، طالب بنصيب لمليشياته والتي لم يعترف بها الجنرالات المتآمرون أيضًا، لذلك كانت مشاركته متوقفة مبدئيا.

طريق دراجون رابيد، الطائرة التي أخذت فرانسيسكو فرانكو إلى تطوان حيث تولى قيادة قوات المتمردين.

في موازاة ذلك استأجر المتآمرون طائرة لفرانكو بعد أن يفرغ من تمرد جزر الكناري يتوجه نحو المحمية المغربية على متن طائرة دراجون رابيد مستأجرة في لندن يوم 6 يوليو لمراسل صحيفة ABC لويس بولين الذي غادر إنجلترا في 11 يوليو ووصل إلى غران كناريا في 15، بفضل الأموال التي ساهم بها خوان مارش ليضع نفسه في قيادة القوات الاستعمارية عبر مضيق جبل طارق والتقدم نحو مدريد من الجنوب ومن الغرب

### موقف الحكومة
تلقت حكومة مانويل أثانيا ومن بعده كاساريس كيروغا أخبارًا من مصادر مختلفة عما كان مخططًا له، لكنها لم تتصرف بقوة ضد المتآمرين لأنه وفقًا للمؤرخ خوليو أروستيجوي «أن أثانيا والعديد من عناصر حزبه وكاساريس كيروغا نفسه رئيس الحكومة، اعتقدوا أنه بعد تحييد انقلاب سانخورخو بسهولة سنة 1932، فليس بمقدور الجيش الاستعداد لعمل جاد، مع الأخذ في الاعتبار أيضًا أنهم سيطروا على القادة المحتملين وأنه في حالة حدوث هذا التمرد سيكون من السهل إجهاضه».
قام مدير الأمن العام خوسيه ألونسو مالول بتركيب العديد من أجهزة تنصت على المكالمات الهاتفية في كل تلك الأماكن التي كانت تدار فيها المؤامرة. وبحلول مايو كان قد وضع بالفعل قائمة من 500 متورط في المؤامرة التي سلمها الرئيس أثانيا ورئيس الحكومة كاساريس كيروغا، «مع توصية باعتقالهم». لكن أثانيا وكاساريس كيروغا لم يفعلوا شيئاً حيال ذلك واستمرت الاستعدادات للانقلاب. في 3 يونيو زار ألونسو مالول بامبلونا برفقة مجموعة كبيرة من ضباط الشرطة بهدف إجراء عمليات تفتيش مختلفة للشرطة واكتشاف مؤامرة الجنرال مولا. ولكن بفضل إشعار من مفوض الشرطة والموثوق من مولا سانتياغو مارتن باغيناس (ملحق بمديرية الأمن العام) تم تحذير المتآمرين ولم يحقق بحث الشرطة أي نتائج.

### الخطة العسكرية والسياسية للانتفاضة

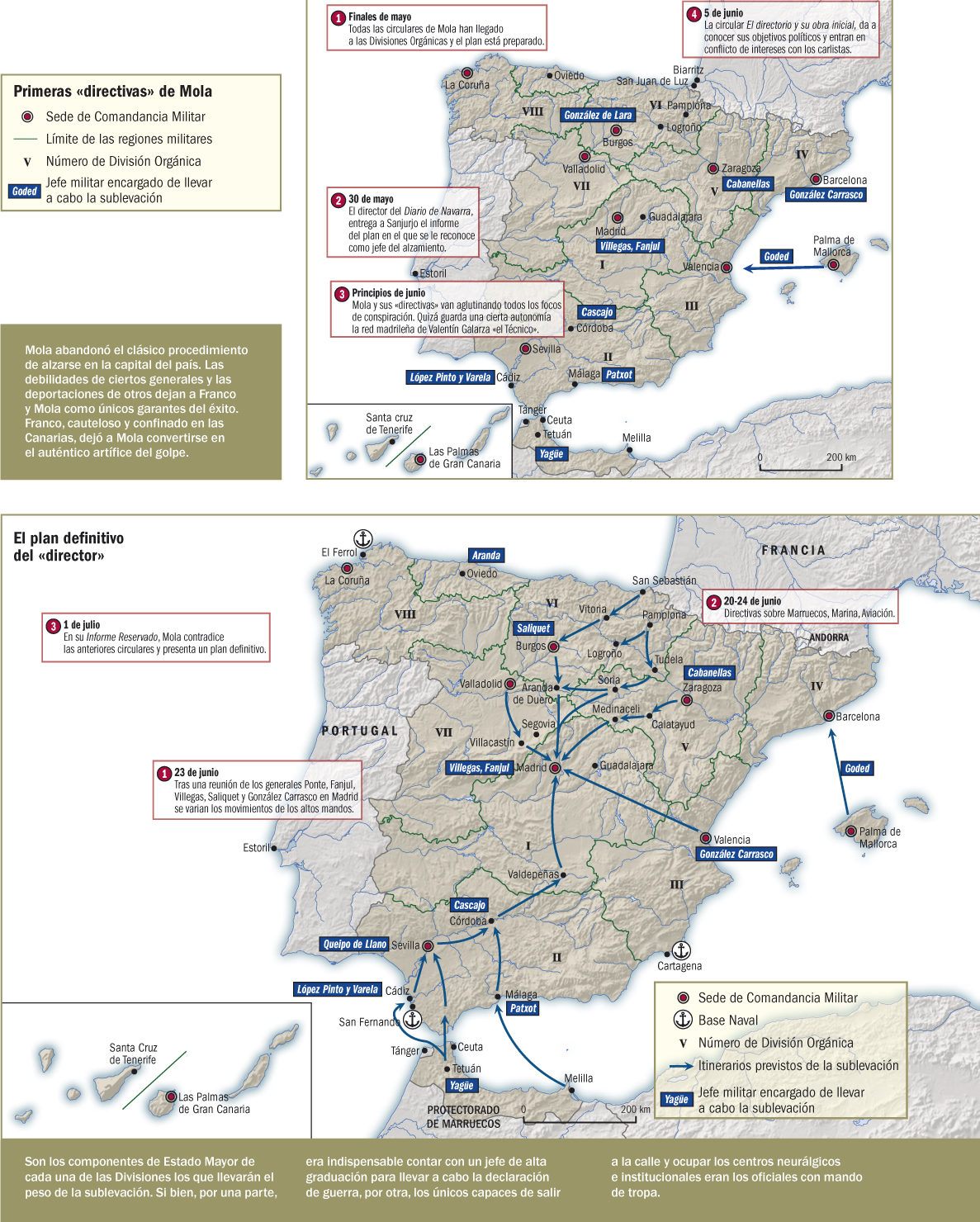
خرائط تمثل خطة مؤامرة الانقلاب التي رسمها إميليو مولا لإسقاط الجمهورية الثانية.

لم يرسم مولا مخطط واحد للانقلاب لجميع المقاطعات الإسبانية، وبدلاً من ذلك صمم أربعة مخططات حسب وجود قوات عسكرية بالمقاطعة. وكذلك اعتمادًا على مدى التزام الجنرالات والرؤساء والضباط للتمرد. وهكذا احتوى النموذج الأول على المقاطعات التي لديها وحدات عسكرية وأرسل فيها الرؤساء والضباط دعمهم للمؤامرة (كانت هذه هي حالة بلد الوليد وسمورة وبورغوس وشقوبية وسالامانكا وغرناطة وقرطبة ومالقة ووادي الحجارة والمقاطعات الجاليكية الأربع لاريوخا والباسك وفالنسيا بالإضافة إلى المحمية المغربية). أما النموذج الثاني فهي تلك المقاطعات التي لديها وحدات عسكرية ولكن لا يوجد دعم واسع من قادتها. وهي حالة مدريد وبرشلونة وإشبيلية، ويمكن إضافة أستورياس وسانتاندير وألمرية. أشار النموذجان الثالث والرابع إلى المقاطعات التي لايوجد فيها حاميات عسكرية، لذا فإن السؤال الحاسم هو موقف ضباط الحرس المدني. في بعض الحالات أعطوا التزامهم، وبالتالي شكل النموذج الثالث (كما الحال في مقاطعات الباسيتي وطليطلة وقونكة وسوريا وآبلة)، بينما في حالات أخرى لم يعطوا التزامهم مثل جيان وسيوداد ريال وهويلفا ويعد هذا النموذج الرابع.
كانت الخطة العامة للجنرال إميليو مولا «المدير» هي انتفاضة مفاجئة من جميع الحاميات الملتزمة، مما يزرعون حالة حرب في حدود الحاميات، بدءًا من جيش إفريقيا. كما كان متوقعًا فإنه من الصعب على حامية العاصمة أن تنجح بمفردها في مدريد (الانتفاضة في العاصمة ستكون تحت قيادة الجنرال فانخول)، ومن المفترض أن يتجه رتل من الشمال بقيادة مولا نفسه نحو مدريد لدعم انتفاضة حامية العاصمة. وفي حالة فشل كل ذلك، فإن المخطط للجنرال فرانكو (الذي وجه في 23 يونيو رسالة مشفرة إلى رئيس الوزراء كاساريس كيروغا يحذره من السخط داخل الجيش وعرض تصحيح هذا الوضع. -وهو نفسه كان أحد الجنرالات الانقلابيين-، ولمح بوضوح إلى أنه إذا وافق كاساريس على إسناد الأمر لفرانكو؛ فيمكنه إحباط المؤامرة.) بعد أن يقود تمرد جزر الكناري يتوجه نحو المحمية المغربية على متن طائرة دراجون رابيد المستأجرة في لندن يوم 6 يوليو من قبل مراسل صحيفة ABC لويس بولين بفضل الأموال التي ساهم بها خوان مارش ليضع نفسه في قيادة القوات الاستعمارية عبر مضيق جبل طارق والتقدم نحو مدريد من الجنوب ومن الغرب حدد مولا في البداية يوم 10 يوليو موعدًا للانقلاب، ولكن هذه المرة كان ألونسو مالول قد وقع على وثائق في غارة على الفالانخيين في الكانيز تحمل تاريخ الانتفاضة وكلمة السر والتي كانت "Covadonga"، فتم تأجيلها إلى 17 من نفس الشهر.
خشي مولا من عدم دعم الحاميات الأندلسية الانتفاضة، لذا فقد حدد خططه في البداية متوقعا أن المنطقة العسكرية الثانية (إشبيلية)، ستكون مثل الأولى (مدريد)، "إذا لم ينضموا إلى الحركة، فسيتبنون على الأقل الحياد الإيجابي..." في 24 يونيو قام مولا بتعديل خطة الانتفاضة بشكل كبير، مؤسسًا أن الجيش الأفريقي يجب أن" ينظم الأرتال المختلطة، حسب الفيالق، يكون أحدهما في المنطقة الشرقية والآخر في غربيها، وستنزل على التوالي في ملقة والجزيرة. ومن هذه الموانئ يلتحم المتمردون في قرطبة ثم يسيرون إلى مدريد عبر وادي دسبنابروس. وبدأ جزء من الجيش الأفريقي بتنفيذ بعض المناورات في لانو أماريلو بين 5 و 12 يوليو. حيث انتهى قادتهم من تحديد تفاصيل الانتفاضة في محمية المغرب الإسبانية. ونصت تعليمات مولا على أن تكون جميع الوحدات المشاركة في الانتفاضة "جاهزة" في السابع عشر عند الخامسة مساءً لبدء الانتفاضة في المغرب. ثم تبدأ في شبه الجزيرة في الثامن عشر، وفي أماكن أخرى (بما في ذلك بامبلونا) في التاسع عشر من سبتمبر، وأثارت أنباء الانتفاضة في المغرب الارتباك بين المتآمرين في شبه الجزيرة: هل اضطروا إلى الالتزام بالتاريخ المخطط له، أم كان عليهم التقدم أيضًا؟
وفقا للخطة التي وضعها الجنرال مولا التي دعت إلى عمل عنيف للغاية. فعند السيطرة على مدريد سيطيح الانقلابيون برئيس الجمهورية والحكومة، وحل الكورتيس وتعليق دستور 1931، والقبض على جميع القادة والمقاتلين من الأحزاب والمنظمات اليسارية ومحاكمتهم، وكذلك العسكريين الذين لم يرغبوا بالانضمام إلى الانتفاضة، وأخيرا سيشكلون إدارة عسكرية بقيادة الجنرال سانخورخو، الذي سيطير من لشبونة إلى إسبانيا. لكن لم يكن واضحًا أبدًا ما سيحدث بعد ذلك حيث لم يتم الاتفاق على شكل الدولة إن كانت جمهورية أو ملكية (على سبيل المثال: لم يتم تحديد أي شيء على العلم الذي سيتم استخدامه، إذا كان ذو اللونين الملكي بدلاً من ثلاثي الالوان الجمهوري، لأنه كان يعتقد أنها مبادرة سريعة وقوية). كان الهدف إقامة ديكتاتورية عسكرية على غرار نموذج ديكتاتورية بريمو دي ريفيرا التي سيوضع على رأسها الجنرال المنفي سانخورخو. حذر مولا منذ البداية كما هو مبين في التعليمات المرسومة رقم 1 من 25 أبريل:"عند اسقاط السلطة، سيتم إنشاء ديكتاتورية عسكرية مهمتها الفورية هي استعادة النظام العام، وفرض سيادة القانون وتعزيز الجيش بشكل ملائم، لترسيخ الوضع الواقعي الذي سيصبح قانونًا. ولاحقا أعاد مولا إصراره على عدم ربط الانتفاضة بأي خيار سياسي، كما أوضح في قواعد التنفيذ من المتمردين، بمجرد استيلائهم على السلطة منع جميع أنواع المظاهر السياسية التي يمكن أن تنتزع من الحركة طابع الحياد المطلق الذي أرادته.
وبالتالي ماأراد المتآمرون العسكريون تنفيذه لم يكن مثل تمردات القرن التاسع عشر (حيث لم يناقش النظام أو النظام السياسي بشكل عام في ذلك الوقت بل حاولوا فقط فرض مواقف حزبية معينة) لأنهم أرادوا أكثر ممن ذلك بكثير. كانت المشكلة هي أن الجيش والقوى السياسية التي دعمتهم (الفاشيون والملكيون ألفونسيون والكارليون وسيدا كاثوليك) أرادوا الدفع بمشاريعهم السياسية الخاصة، على الرغم من أن الجميع اتفقوا على أن الوضع المستقبلي لن يكون ديمقراطيًا ولا ليبراليًا، لأن المعنى الاجتماعي للمؤامرة كان لالبس فيه: الثورة المضادة. أما الأموال لتمويل العملية، فقد وفر معظمها المصرفي خوان مارش الذي أتاح للجنرال مولا صندوقًا بقيمة 600 مليون بيزيتا، بالإضافة إلى تزويد الملكيين بنصف مليون جنيه استرليني لشراء المواد العسكرية ودفع 2000 جنيه تكلفة استئجار الطائرة التي نقلت الجنرال فرانكو من جزر الكناري إلى المغرب.

## أحداث يوليو 1936
مع بداية يوليو 1936 اكتملت تقريبا التحضيرات للانقلاب العسكري، على الرغم من أن الجنرال مولا اعترف بأن «الحماس للقضية لم يصل بعد إلى الدرجة المطلوبة من التمجيد»، وقد حدد تاريخ الانتفاضة بعد 10 أيام أي يوم 20 يوليو. ولكن بعد ظهر يوم الأحد 12 يوليو اغتيل الضابط من حرس الاقتحام خوسيه كاستيلو وهو مدرب عسكري للميليشيات الاشتراكية في أحد الشوارع وسط مدريد. كان كاستيلو معروفًا برفضه التدخل ضد المتظاهرين لثورة 1934. وهو أيضًا عضو في الاتحاد العسكري الجمهوري ضد الفاشية (UMRA) ومدربًا لميليشيات الشباب الاشتراكي. وفي 16 أبريل 1936 أثناء اضطراب في مدريد، قتل أحد رجاله أندريس ساينز دي هيريديا ابن عم خوسيه أنطونيو بريمو دي ريفيرا، وجرح كاستيلو نفسه متظاهر كارلي. كان كاستيلو في المرتبة الثانية في القائمة السوداء للضباط اليساريين الذين حددهم UME، أما رقم واحد فقد تم اغتياله وهو الكابتن كارلوس فارودو.
في الساعات الأولى من يوم 13 يوليو، خرجت عدة مجموعات من حرس الاقتحام بقوائم من الفلانخيين وأعضاء اليمين المتطرف لاعتقالهم. غادرت مجموعة منهم لاعتقال فلانخي، ولكن عندما وصلوا إلى مكان الحادث، أدركوا أن العنوان كان كاذبًا. دون أن يعرفوا ما يجب فعله اقترح شخص ما الذهاب إلى منزل زعيم التجديد الإسباني أنطونيو جويكوتشيا، لكنه لم يكن في المنزل. حاولوا مرة أخرى مع خوسيه ماريا جيل روبليس، ولكن لم يجدوه أيضا (نظرًا لأنه كان خارج مدريد)، ذهبوا إلى منزل خوسيه كالفو سوتيلو، الزعيم البرلماني للملكيين «ألفونسويين» لحزب التجديد الإسباني. طلبوا منه مرافقتهم إلى مديرية الأمن العام، وقد رفض ذلك في البداية لكن بعد الاطلاع على وثائق كونديس (التي اعتمدته كضابط في الحرس المدني) وافق على الذهاب معهم. وفي منتصف الطريق أطلق لويس كوينكا إستيفاس وهو سائق الشاحنة النار على كالفو سوتيلو مرتين، ثم ألقيت جثته عند مدخل إحدى مقابر المدينة. وفي جنازته أقسم اليميني الملكي أنطونيو جويكوتشيا رسميا «لتكريس حياتنا لهذه المهمة الثلاثية: أنت مثلنا الأعلى، وسننتقم لموتك وننقذ إسبانيا». من جانبه قال زعيم سيدا خوسيه ماريا جيل روبلز في الكورتيس للنواب اليسار «انتم تتحملون دم السيد كالفو سوتيلو» وطالب الحكومة بتحمل المسؤولية الأخلاقية عن الجريمة ورعاية العنف. عجل مقتل كالفو سوتيلو من موافقة الكارليين وحزب السيدا بالانتفاضة، وأنهى شكوك الجيش تجاههم. إضافة إلى ذلك قرر مولا الاستفادة من الضجة التي تسببت فيها الجريمة المزدوجة في البلاد، وفي الرابع عشر من يوليو حدد تاريخ الانتفاضة في يومي 18 و 19 يوليو 1936.

## التمرد في شمال إفريقيا (17-18 يوليو)

### مليلية
في 16 يوليو غادر القائد خواكين ريوس كابابي، بناء على أوامر العقيد خوان باوتيستا سانشيز، ثكناته في فيلا جوردانا (مقابل جزيرة قميرة) دون إذن من قيادته. وهي أول وحدة تمردت حتى قبل بدء الانتفاضة العسكرية. حيث ذهب ريوس كابابي إلى قرية الحسيمة، وتمكن من أخذها دون صعوبات.
وفي صباح اليوم التالي 17 يوليو جرى في مليلية الحدث الذي أشعل الحرب الأهلية الإسبانية. حيث اجتمع ضباط حامية مليلية المتآمرين في غرفة خرائط الجيش لوضع اللمسات الأخيرة على الخطط. فقد أبلغ العقيد خوان سيغي الزعيم المحلي للفلانخي وقائد الانقلابين في شرق المغرب المتآمرين بالوقت الذي ستبدأ فيه الانتفاضة: 05:00 يوم 18 يوليو. ولكن وبشكل غير متوقع، أبلغ أحد قادة الفلانخي المحليين عن خطط المؤامرة، ووصلت المعلومات إلى الجنرال مانويل روميراليس. وفي فترة ما بعد الظهر عاد مسؤولو التمرد إلى غرفة رسم الخرائط، حيث وضعوا فيها مخزنا سريا للأسلحة. في تلك اللحظة وصلت مجموعة من حرس الاقتحام وطوقوا المبنى. وكانت تلك مفاجأة غير سارة للانقلابيين العسكريين. وحاول أحدهم وهو العقيد داريو جازابو، منع التفتيش لكنه تلقى أوامر من الجنرال روميراليس عبر الهاتف للسماح بتفتيش المبنى.

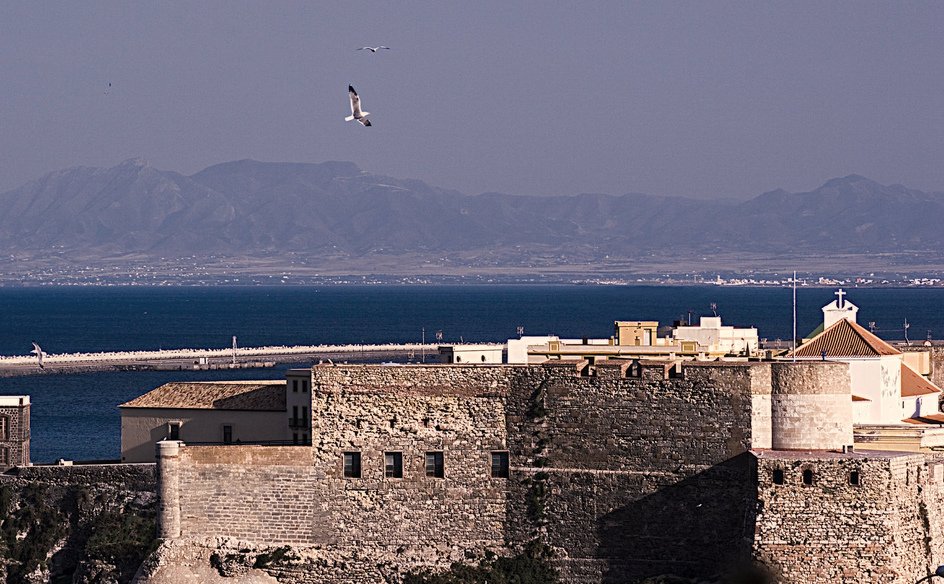
منظر لمنطقة مليلية القديمة.

وعلى الفور اتصل جازابو بوحدة الفيلق الإسباني لمساعدته. عندما وصل رجال الفيلق إلى مكان الحادث، وعندما وصل رجال الفيلق إلى مكان الحادث، أضحوا أكثر عددا من حرس الاقتحام فاستسلموا لهم. وفي تلك اللحظات ذهب العقيد سيغي إلى مكتب روميراليس والمسدس في يده. في الداخل كان هناك نقاش قوي بين الانقلابيين وضباط الثكنة. تمكن العقيد سيغي من دفع الجنرال إلى الاستسلام دون إبداء أي مقاومة. وبعد ذلك أعلن الضباط الثائرون حالة حرب واحتلوا جميع المباني العامة في مليلية. وعلى الفور تم إغلاق المراكز الحزبية في الجبهة الشعبية، واعتقلوا الزعماء الجمهوريين واليساريين. وقعت مواجهات صغيرة بالقرب من بيت الشعب وفي أحياء الطبقة العاملة، ولكن التمرد فاجأ العمال المفتقرين إلى الأسلحة. ومنذ ذلك الحين تم فرض الأحكام العرفية في مليلية.
في قاعدة El Atalayón الجوية، على بعد بضعة كيلومترات من المدينة، كان القائد ليريت رويث واحدًا من القلائل الذين قاوموا المتمردين لعدة ساعات حتى نفاد الذخيرة، وفي ذلك الوقت قدم طابورين من القوات النظامية لغزو القاعدة فتفوقوا على رجال رويث القلائل.كانت هذه آخر مقاومة في مليلية.
كان أسلوب التمرد الذي حدث في مليلية هو النموذج الذي تم اتباعه في بقية المحمية المغربية وبعد ذلك في إسبانيا.

### تطوان وسبتة والعرائش
بمجرد أن سيطر المتآمرون على مليلية، اتصل المقدم سيغي بالعقيد ساينز دي بورواغا وخوان ياغوي، المسؤولين عن الانتفاضة العسكرية في تطوان وسبتة على التوالي؛ كانت تطوان في ذاك الوقت عاصمة محمية المغرب. كما بعث إلى الجنرال فرانكو موضحًا سبب بدء الانتفاضة في مليلية قبل وقتها المحدد. من جانبهما، بدأ ساينز دي بورواغا وخوان ياغي بالإسراع في التمرد قبل اثنتي عشرة ساعة من ساعة الصفر.
بعد معرفة ما حدث في مليلية قام الجنرال غوميز موراتو قائد الجيش الأفريقي برحلة إليها، على الرغم من علمه أنه سيقبض عليه بمجرد نزوله من الطائرة. وفي تطوان كانت الثورة قائمة بقيادة الضباط أسينسيو وبيغبيدير وساينز دي بورواغا. دعا الأخير المفوض السامي بالإنابة ألفاريز بويلا، الذي كان في مقر إقامته وطالبه بالاستقالة من منصبه. رفض ألفاريز بويلا ذلك واتصل مباشرة بكاساريس كيروغا الذي أمره بالمقاومة بأي ثمن، وأخبره أن البحرية والقوات الجوية ستقدم المساعدة في اليوم التالي. إلا أنه كان محصوراً في منزله برفقته بعض الضباط المخلصين. وكان وجود الفيلق بقيادة كاستيخون راسخًا في الخارج. وبعد ذلك بوقت قصير اتصل به القائد دي لا باهاموند بريدج من مطار سانية الرمل لإبلاغه بأنه وفريقه الجوي سيظلان موالين للحكومة. فشجعهم الفاريز بويلا على المقاومة، وفي الحقيقة أنه في ذاك الوقت كان مقر إقامة المفوض السامي ومطار سانية الرمل هما النقاط الوحيدة في تطوان التي لم تقع في أيدي المتمردين، وليست مثل مثيلاتها في مليلية التي سحق التمرد كل مقاومة قدمتها مجموعات النقابيين واليساريين والجمهوريين.

التنظيم الإداري للمحمية المغربية مقسمة إلى مناطق.

ذهب العقيد بيغبيدير لإبلاغ الخليفة مولاي حسن (حسن بن محمد مهدي ولد بن إسماعيل)، والوزير الكبير في تطوان بما حدث، وأراد دعما منهما. ومعروف عن مولاي حسن أنه دمية لإسبانيا منذ 1925، وفجلب للعقيد بيغبيدير متطوعين مغاربة. وفي الساعة 23:00 من يوم 17 استولى المقدم ياغوي ومعه فوج الفيلق الثاني على كامل مدينة سبتة بدون أي طلقة. وفي العرائش المدينة الوحيدة في المغرب الإسباني التي بقي ولائها للحكومة، وقعت الانتفاضة في الساعة 02:00 من يوم 18 يوليو، وواجهت معركة شرسة. قُتل ضابطان من المتمردين وخمسة من حرس الاقتحام المخلصين في القتال، ولكن عند فجر اليوم التالي، كانت البلدة بأكملها بيد المتمردين؛ وما تبقى من القوات الموالية للحكومة، إما ادخلوا السجن أو قتلوا أو فروا إلى المغرب الفرنسي.
بحلول ذلك الوقت سلم القائد ديلا بوينتي باهاموند مطار تطوان، بعد أن عطل طائرات سربه. خلال ذلك اليوم قصف الطيران الجمهوري تطوان وبلدات أخرى في المحمية. وعند الغسق كانت المقاومة الجمهورية في المحمية قد انتهت. واعتقل كلا من قائد الجيش الأفريقي غوميز موراتو، وقائد المنطقة الشرقية روميراليس. ولم يكن قائد المنطقة الغربية الجنرال كاباز مونتيس موجودا. حيث كان يقضي إجازته في مدريد. وفي الفيلق تم فصل المفتش مع قائد الفوج الأول، بينما كان قائد الفوج الثاني ياغي قد تولى القيادة العامة. وانضم إلى الانتفاضة ثلاثة من رؤساء الأفواج المحلية الخمسة (أسينسيو وبارون وديلغادو سيرانو)، بينما قتل الكولونيل كاباييرو آمر الفوج الرابع في سبتة لرفضه الانضمام إليهم. أما الخامس وهو روميرو باسارت فقد تمكن من الفرار إلى المغرب الفرنسي لرفضه التمرد.

### جزر الكناري
تلقى الجنرال فرانكو القائد العام لجزر الكناري يوم الأربعاء 15 يوليو في سانتا كروز دي تينيريف الأنباء التي تفيد بأن طائرة دراغون رابيد التي ستنقله إلى المحمية الإسبانية في المغرب لرئاسة جيش إسبانيا الأفريقي، موجودة بالفعل في مطار غاندو في جزيرة غران كناريا. انتقل هناك عن طريق البحر من جزيرة تينيريف دون إثارة الشكوك لأنه اضطر إلى حضور جنازة الجنرال أمادو بالميس القائد العسكري في لاس بالماس، الذي توفي للتو نتيجة لإصابة طلق ناري في المعدة عند محاولته اصلاح المسدس - يؤكد المؤرخ أنجيل فيناس أن وفاة بالميس لم تكن حادثًا بل جريمة قتل مع سبق الإصرار أمر بها الجنرال فرانكو، حيث أن مقتله سمح له بمغادرة تينيريف، وهو شيء حاوله بالفعل ولكنه فشل في تحقيقه من خلال عدم الحصول على إذن من وزير الحرب -.
في يوم جنازة الجنرال بالميس، وهو يوم الجمعة 17 يوليو، علم الجنرال فرانكو ببدء الانتفاضة في المحمية في نفس اليوم، فتحدث مع بعض القادة العسكريين ومع القنصل الإيطالي. ثم غادر الجنرال فرانكو الفندق يوم السبت 18 يوليو وتوجه إلى القيادة العسكرية في لاس بالماس حيث أعلن حالة التمرد في جميع أنحاء الأرخبيل. واستولى الجيش المتمردين على جميع المباني الرسمية، وقبض على الحكام المدنيين للمحافظتين. وردا على ذلك أُعلن عن إضراب عام في لاس بالماس، وحاولت بعض مجموعات العمال الوصول إلى الحكومة المدنية لكن القوات العسكرية منعتهم. في سانتا كروز دي تينيريف، حيث يوجد الجنرال أورغاز حيث نفته الحكومة هناك، فازدادت مقاومة العمال للانقلاب مما وجب على القوات الخروج إلى الشوارع. في نفس اليوم 18 يوليو تم إصدار بيان كتبه الجنرال فرانكو في تينيريف، برر فيه الانتفاضة العسكرية وانتهى بالقول تحيا إسبانيا و«الكرامة للشعب الإسباني». وأصبح أرخبيل الكناري عند الظهر تحت سيطرة المتمردين.
وفي العاشرة من صباح يوم السبت 18 يوليو، وصلت برقية من العقيد إدواردو ساينز دي بورواغا من تطوان إلى سانتا كروز دي تينيريف، حيث ورد أن محمية المغرب بأكملها هي تحت سيطرة المتمردين وأن الطائرة التي ستنقل الجنرال فرانكو إلى هناك سوف تهبط دون مشاكل في تطوان نفسها أو في العرائش. في الساعة الثانية بعد ظهر ذلك اليوم، أقلعت طائرة دراجون رابيد من غاندو نحو الدار البيضاء حيث وصلت حوالي الساعة التاسعة ليلاً، بعد التزود بالوقود في أغادير (كانت عائلة الجنرال فرانكو قد استقلت السفينة الألمانية «والدي» التي نقلتهم إلى لشبونة). بعد قضاء الليلة في الدار البيضاء، دخل الجنرال فرانكو تطوان عاصمة المحمية في السابعة والنصف صباح يوم الأحد 19 يوليو بعد أن هبطت طائرته دون حوادث.

### حصار مضيق جبل طارق

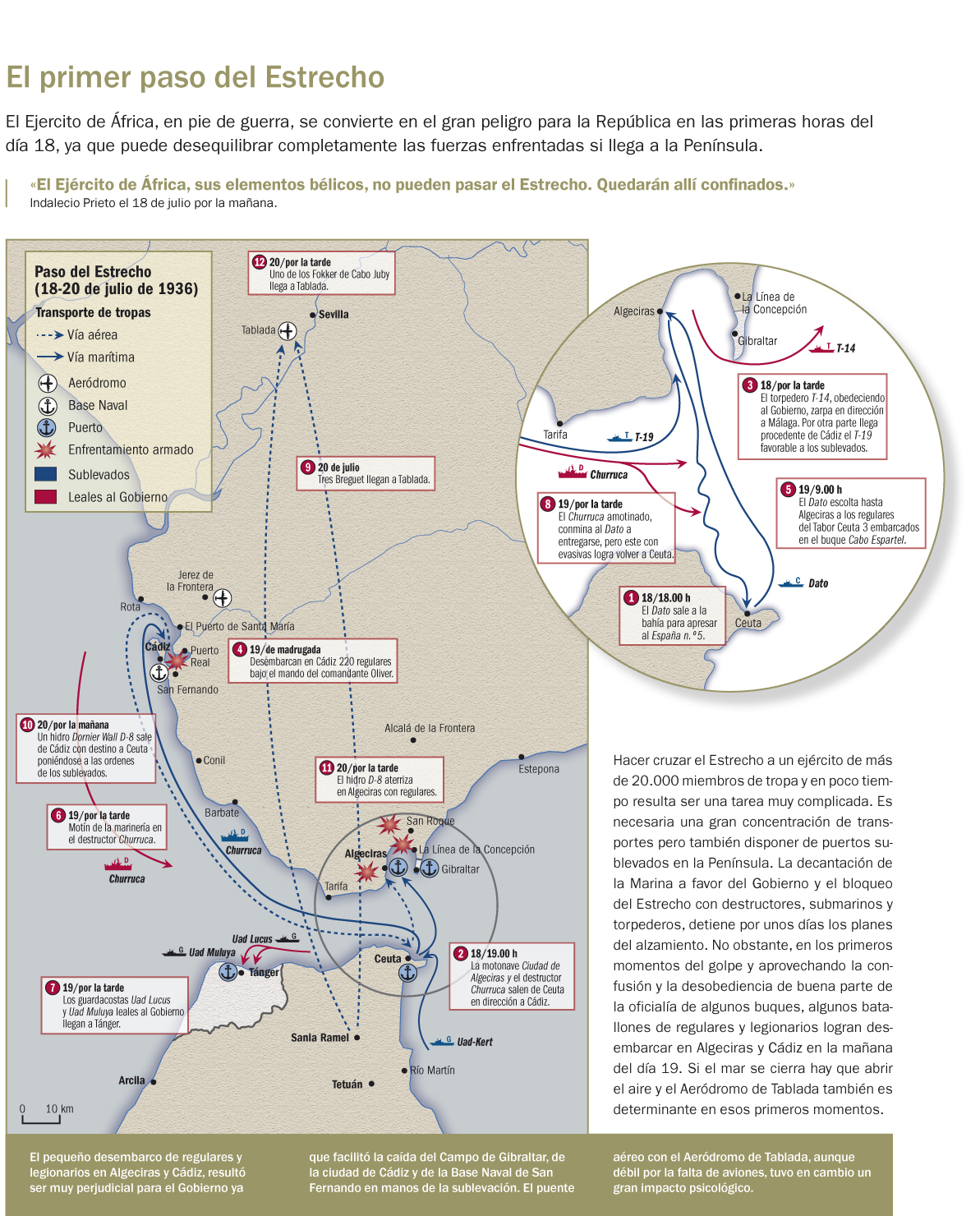
إنفوغرافيك يصور عبور مضيق جبل طارق من قبل بعض وحدات المتمردين في الجيش الأفريقي بين 18 و 20 يوليو 1936.

بمجرد أن تلقت حكومة الجمهوري كاساريس كيروغا الأنباء الأولى للانتفاضة في المحمية الإسبانية في المغرب بعد ظهر يوم الجمعة 17 يوليو حتى أمر الطيران والبحرية بقصف مواقع المتمردين في شمال إفريقيا. وبالمثل أمر وزير البحرية خوسيه غيرال بأن تذهب عدة سفن حربية إلى مضيق جبل طارق لمنع مرور القوات الاستعمارية إلى شبه الجزيرة. بفضل تمرد أطقم تلك السفن ضد ضباطها الذين ساهموا في الانقلاب، في البداية لم يتمكن المتمردون من الحسم مع الجيش الأفريقي المكون من الفيلق الأجنبي والنظامية (هي قوات من المغاربة أرسلهم الضباط الإسبان).
لتنفيذ الإجراءات الجوية، تم تحويل الطائرات التجارية دوغلاس دي سي-2 وفوكر إف السابعة إلى عسكرية بسرعة، وأقلعت من مطار تبلادة (إشبيلية) حيث نفذت سلسلة من الغارات في 17 و 18 يوليو فوق مليلية (قصفت مقر الفيلق الإسباني) وسبتة والعرائش وتطوان. وفي تطوان وهي عاصمة المحمية، تم إسقاط 8 قنابل أصابت مبنى المفوضية السامية ولكن قصفت أيضًا المسجد ومحيطه، مما تسبب في وقوع العديد من الضحايا. فاندلع في الحي المعروف باسم المدينة العتيقة لتطوان انتفاضة شعبية مغربية ضد الإسبان لقصفهم البيوت والمساجد وجمعهم حول المتمردين".
من جانبها قصفت البحرية الإسبانية أيضًا تلك المواقع. ففي 20 و21 يوليو قصفت المدمرة سانشيز باركيزتيغوي سبتة (من المحتمل أيضًا أن المدمرات الأخرى مثل ليبرتاد شاركت بالقصف). وفي يوم 22 وعلى ما يبدو أن الطراد سرفانتس قد قصف مع مدمرات أخرى الجزيرة الخضراء وبلدة لا يينا دي لا كونسيبسيون. وفي يوم 25 قصفت البارجة خايمي الأول والطراد ليبرتاد والطراد ميغيل دي سرفانتس سبتة مرة أخرى وفي اليوم التالي تعرضت مليلية للمضايقة من قبل طائرات بريجيت 19 التي وقعت في أيدي المتمردين. وفي 2 أغسطس تعرضت سبتة بالإضافة إلى الجزيرة الخضراء وطريفة للقصف الجوي.

## انتفاضة في البر الرئيسي لإسبانيا وجزر البليار (18-21 يوليو)

### إشبيلية

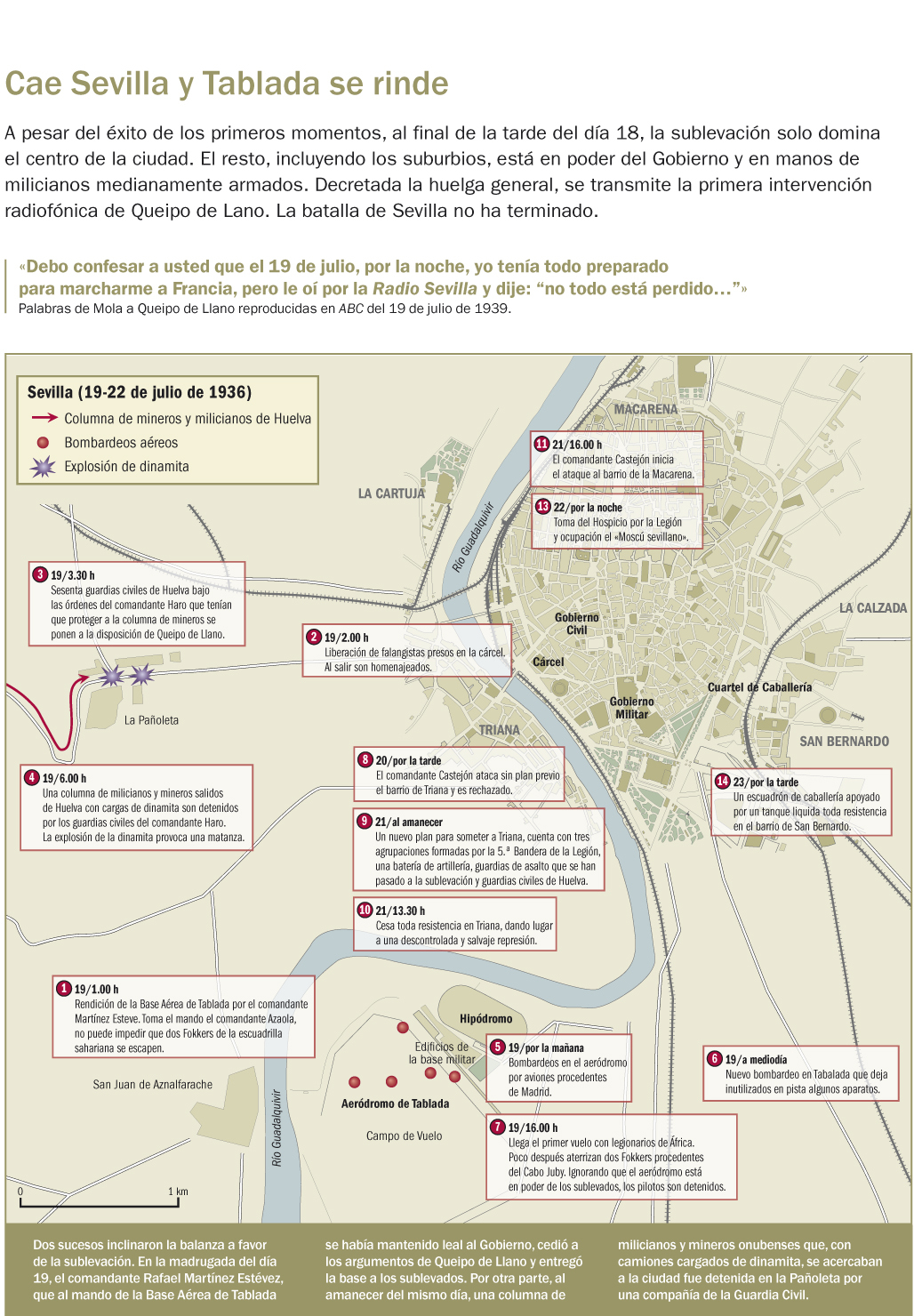
خريطة توضح المعارك الرئيسية في إشبيلية والمناطق المحيطة بها بين 19 و 23 يوليو.

في يوم 17 يوليو استولى الانقلابيون من الجيش الأفريقي على محمية إسبانيا في المغرب. وفي يوم التالي عند الساعة الثانية بعد الظهر، تمرد جزء من حامية إشبيلية ضد الحكومة. فاعتقل مدبرو الانقلاب الجنرال خوسيه فرنانديز وهو قائد فرقة المنطقة الثانية وبالتالي جيش الأندلس بأكمله، ووضع الجنرال غونزالو كيبو ديانو مكانه. ثم سيطروا بسرعة على الأفواج الرئيسية للمدينة والمرافق الاستراتيجية مثل حديقة المدفعية. أما الذين ظلوا موالين للحكومة في إشبيلية فكان الحاكم المدني خوسيه ماريا فاريلا ريندويلس، وحرس الاقتحام ومطار تبلادة الجوي، وكذلك بعض المتطوعين من أحزاب اليسار.
حاول المتمردون الاستيلاء على الحكومة المدنية لكنهم واجهوا مقاومة عنيفة من حرس الاقتحام، ولم يتمكنوا من دحرهم إلا بعد تدخل المدفعية في القتال. فاستسلم الحاكم فاريلا في الساعة الثامنة مساءا، وفي الساعات التالية استسلمت ثكنات حرس الاقتحام وقاعدة تبلادة على التوالي. في غضون ذلك تمردت الحاميات الأندلس الأخرى بعد تلقي الإشارة من كويبو ديانو. فانتصر الانقلاب في قرطبة وفي مقاطعة قادس، ولكن فشل في مالقة.
أقام عدد غير معروف من رجال الميليشيات اليسارية حواجز في الأحياء الشعبية مثل تريانا ولا ماكارينا وسان برناردو واستعدوا للمقاومة بالأسلحة الخفيفة. وأرسلت إليهم الحكومة تعزيزات من مقاطعة ولبة: حوالي 120 من الحرس المدني والاقتحام وطابور من عمال المناجم بالديناميت. ومع ذلك انضم رئيس الحرس إلى المتمردين، ثم نصب كميناً في الصباح التالي لعمال المناجم، الذين أبيدوا في بانيوليتا بالقرب من إشبيلية. ومن جانبهم حصل المتمردون على تعزيزات: وصول الفيلق والقوات النظامية برا وجوا.
وفي 20 يوليو شنت القوات الانقلابية هجمات ضد تريانا وبلازا دي سان ماركوس، ولكن تم صده. ثم قامت في اليوم التالي بشن هجوم جديد على تريانا مع جلب قوات إضافية أكثر تنظيما، فسحقت مقاومة الحي. وفي يوم 22 اعتدى الانقلابيون وأخذوا لا ماكارينا والأحياء المتبقية التي كانت تسيطر عليها الميليشيات اليسارية. خلال هذه المعارك أطلق المتمردون النار على أي شخص يقاوم أو يشتبه في ذلك، مما أسفر عن مقتل عدد غير معروف من المسلحين والمدنيين. في الأشهر التالية استمرت عمليات الإعدام؛ وذكرت التقديرات بأنه قد أعدم مابين 3000 - 6000 شخص. ومات 13 شخصًا من الجانب الآخر، بما في ذلك القتلى والمدنيون الذين أعدمهم أنصار الحكومة. أصبحت إشبيلية واحدة من القواعد الرئيسية للمتمردين، الذين شنوا من هناك هجمات على ولبة (يوليو 1936) ومدريد (من إكستريمادورا) (أغسطس 1936) ومالقة (يناير-فبراير 1937).

### بقية مدن أندلسيا
في أندلسيا استولى التمرد على حوض الوادي الكبير السفلي وإشبيلية وقادس وولبة وجزء من مقاطعة قرطبة بما فيها العاصمة، لكنه فشل في المقاطعات الأربع الأخرى -عدا مدينة غرناطة- تاركا هذه المقاطعة ومالقة والمرية وجيان وعواصمهم إلى جانب الجمهورية. «ومن الضروري السيطرة على غرب الأندلس لاستمرارية التمرد، لأنها تعد رأس جسر لنقل القوات المغربية جوا وبحرا إلى إسبانيا».
ففي ولبة لم يكن هناك حامية عسكرية، فاعتمد كل شيء على موقف قوات النظام (الحرس المدني وقوات الاقتحام وحرس الحدود)، والتي لم تتمرد من حيث المبدأ. ومع ذلك فعندما أُرسِل طابور من قوات النظام العام من ولبة إلى إشبيلية بقيادة الرائد هارو، انضموا عند وصولهم إلى المتمردين. وعلى الفور شُكِل رتل في إشبيلية بقيادة عمدة المدينة الجديد الرائد بحري رامون دي كارانزا، الذي استولى على ولبة في 29 يوليو على الرغم من أن المقاطعة بأكملها لم تقع تحت سيطرة المتمردين حتى نهاية أغسطس، فأطلق العنان لقمع قوي ضد المتشددين والقادة الجمهوريين والمنظمات العمالية.
وفي قادس بدأ حاكمها العسكري الجنرال لوبيز بينتو بعد اتصاله بالجنرال غونزالو كويبو دي يانو قائد تمرد إشبيلية -عاصمة المنطقة العسكرية الثانية- التمرد ظهر يوم السبت 18 يوليو. وتمكن الجنرال خوسيه إنريكي فاريلا من قيادة عمليات التمرد، بالرغم من أن الحكومة حبسته في قلعة قادس، لاشتباهها بمساهمته في محاولة الانقلاب. فحجز على الفور البرزخ الذي يربط المدينة بالبر الرئيسي، وسيطر على محطة راديو قادس وأمر بإطلاق النار على مباني البلدية والحكومة المدنية، لكنه فشل في جعل الحاكم العسكري المتقاعد ماريانو زابيكو يستسلم. وفي تلك الأثناء أنشأت مجموعات صغيرة موالية للجمهورية حواجز في وسط المدينة وأحدثت بعض الحرائق. وفي الساعة السادسة صباح اليوم التالي الأحد 19 يوليو، دخل ميناء قادس طابور من القوات النظامية وسرية خيالة بدون خيول من سبتة على متن المدمرة شوروكا (التي ثار بحارتها ضد ضباطها المتمردين) والميناء التجاري «مدينة الجزيرة الخضراء». قبل وصول هذه التعزيزات استسلم الحاكم المدني، فاقتحم المتمردون مبنى البلدية وقصر الاتصالات بعدها بقليل. وهكذا سيطر جيش المتمردين على المدينة في يوم الأحد 19، بفضل وصول طلائع جيش أفريقيا الإسباني. وفي أوائل أغسطس سقطت بقية مقاطعة قادس بيد المتمردين، الذين وجدوا مقاومة في بعض الأماكن مثل القاعدة البحرية لسان فرناندو ولا يينا دي لا كونسيبسيون، حيث دخل الطابور الثاني للقوات النظامية ميناء الجزيرة الخضراء يوم 19 قادما من سبتة.
وفي مدينة قرطبة قام العقيد سيرياكو كاسكاجو بناء على تعليمات من الجنرال كيبو ديانو بتمرد فوجه وإعلانه حالة الحرب في الخامسة من بعد ظهر يوم السبت 18 يوليو. وبعد حصوله على دعم الحرس المدني، أمر بقصف مبنى الحكومة المدنية، فاستسلم حاكمها المدني أنطونيو رودريغيز دي ليون على الفور. فسقطت المدينة بيد المتمردين، ولكن جزءًا مهمًا من المحافظة لا يزال مخلصًا للجمهورية.
وفي غرناطة لا يزال حاكمها العسكري الجنرال ميغيل كامبينز المعين مؤخرًا مخلصًا للحكومة. وظل الوضع في اليومين 18 و 19 في هدوء متوتر، في حين رفض الحاكم المدني سيزار توريس مارتينيز مرارًا وتكرارًا توزيع السلاح على المنظمات العمالية التي طالبته. لكن يوم الاثنين 20 يوليو غادر جزء من الضباط المتمردين الثكنات وأعلنوا عصيانهم، مما أجبر بالجنرال كامبينز على إعلان حالة الحرب. إلا أن الوحدات المتمردة والميليشيات اليمينية سيطرت بسرعة على وسط المدينة، وتم القبض على الحاكم المدني واستبداله بالقائد فالديس غوزمان، الذي كان حتى ذلك الحين يقود ميليشيات فلانخي. وبعدها بوقت قصير اعتُقِل الجنرال كامبينز. كما تمكن الجيش من احتلال مصنع الفارغ للبارود والمتفجرات ومطار أرميلا العسكري، وكلاهما يقع على مشارف المدينة. نظم العمال والمخلصون للجمهورية المقاومة في حي البيازين، وتمكنوا من مقاومة هجمات «المتمردين» لعدة أيام. فاستخدم المتمردون المدفعية للسيطرة على الحي الذي قاوم حتى يوم الخميس 23 يوليو. ثم بدأ قمع دموي في مدينة غرناطة وضواحيها. وفي يوم السبت 25 يوليو دخل الجنرال أورجاز المدينة قادما من الجزيرة الخضراء. لكن المحافظة لا تزال مخلصة للجمهورية، كما جرى في جزء من مقاطعة قرطبة، لذلك في أوائل أغسطس تم ادخال رتل من الفيلق الإسباني في المدينة لتعزيز دفاعاتها.
وفي ألمرية جرت محاولة للتمرد في الساعات الأولى من يوم الثلاثاء 21 يوليو، لكن تم دحر المتمردين، وذلك بفضل اخلاص قوات الأمن والشرطة والحرس المدني للحكومة، وتلقت المنظمات العمالية أسلحة من الحاكم المدني، وقبل كل شيء بفضل تدخل مجموعة من القوات العسكرية التي وصلت من مطار أرميلا في غرناطة وكذلك وصول المدمرة ليبانتو إلى الميناء الذي انحاز بحارتها إلى الجمهورية. وهكذا انتهى الأمر بقوات المتمردين بقيادة المقدم هويرتا توبيتي إلى الاستسلام، وظلت مدينة الميرية ومقاطعتها مخلصة للجمهورية.
في جيان لايوجد فيها حامية عسكرية، لذلك اعتمد المتمردون بالكامل على ردة فعل الحرس المدني. التي ظلت قيادته مخلصة للجمهورية، ولكن حاول قادة آخرين التمرد، إلا أنهم فشلوا في جعل قواتهم تنضم إلى التمرد، والتقى أيضًا بمقاومة من منظمات العمال التي سلّحها حاكم جيان المدني. ولجأت مجموعة من متمردي الحرس المدني إلى محمية فيرجن دي لا كابيزا في قلب سييرا مورينا بالقرب من أندوجار. حيث كانوا حوالي 300 رجل مع عائلاتهم فقاوموا حتى مايو 1937. وأصبحت مقاومتهم سلاحًا دعائيًا قويًا لصالح المتمردين خلال الحرب الأهلية وحتى خلال ديكتاتورية فرانكو.
في ملقة اتخذ الكابتن هولين زمام المبادرة، حيث أخذ قواته إلى الشوارع بعد ظهر السبت 18 يوليو، وأعلن حالة حرب وتقدم إلى الحكومة المدنية. إلا أن حاكم ملقة العسكري الذي كان يؤيد التمرد، لم يأمر باستخدام المدفعية لتأمين استسلام الحاكم المدني. هذا بالإضافة إلى حقيقة أن حرس الإقتحام وحرس الحدود لم ينضموا إلى التمرد، مما جعل فرص نجاح التمرد ضئيلة للغاية. ثم حدث ثورة للعمال في المدينة وتم تشكيل لجنة للصحة العامة التي تولت السلطة. فاستسلم المتمردون ثم أعدموا. فاندلع في المدينة دمار وحرائق غامضة، فجرى قمع دموي في الأسابيع التالية ضد اليمينيين. وعندما استولى المتمردون على المدينة في فبراير 1937، شنوا قمع مماثل ومعاكس.

### قشتالة القديمة وليون
في بلد الوليد استقبل الجنرال نيكولاس موليرو لوبو رئيس قيادة الفرقة السابعة في مكتبه الساعة 10 مساء السبت 18 يوليو الجنرال أندريس ساليكيت والجنرال بونتي حيث دعوه للانضمام إلى انتفاضة، ولكنه رفض وجرى تبادل لإطلاق النار في مكتبه ومات نتيجة لذلك مدني ومساعدان عسكريان لموليرو وأصيب المساعد العسكري لساليكيت. كما أصيب موليرو واحتجز. فتولى الجنرال ساليكيت قيادة الفرقة وأعلن التمرد. من جانبه حل الجنرال بونتي محل الحاكم المدني لافين، الذي هرب في الساعات الأولى من 18-19 يوليو بعد انضمام قوات النظام العام وحرس الاقتحام والحرس المدني إلى التمرد. في ذلك الصباح تم إعلان حالة حرب واحتلت القوات العسكرية بدعم من المليشيات الفلانخية النقاط الرئيسية في المدينة. ثم وفي وقت لاحق دشن قمع عنيف ضد المنظمات الجمهورية والعمالية.
امتثلت بقية العواصم المدمجة في القيادة السابعة للأمر الوارد من بلد الوليد لإعلان حالة الحرب يوم الأحد 19 يوليو. ففي شقوبية كانت المسؤولية عند فوج المدفعية وضباط أكاديمية المدفعية. وفي أبلة قرار الانتفاضة كان عند الحرس المدني الذي اعتقل الحاكم المدني الكاتب الليبرالي القديم مانويل سيجيس أباريسيو، الذي أطلق عليه الرصاص بعد فترة وجيزة. وفي سمورة سيطر فوج المشاة طليطلة رقم 25 بسرعة على الوضع، في حين فر الحاكم المدني توماس مارتين هيرنانديز إلى البرتغال. في سلامانكا كانت هناك بعض المقاومة للانقلاب في بلازا مايور حيث وقعت حوادث وسقوط ضحايا. ثم حدثت حملة قمع ملحوظة للقوى اليسارية. كانت آلية الانقلاب متشابهة في جميع تلك المدن: «خروج القوات إلى الشوارع ليسيطروا عليها، وإعلان حالة الطوارئ، ثم التصفية السريعة والقمع العنيف لأي محاولة مقاومة». وفي ليون - تم دمجها في قيادة الفرقة الثامنة مع عاصمة لاكورونيا - لكنهم لم يخرجوا قواتهم إلى الشارع لأنه في صباح يوم الأحد 19 وصل طابورين من عمال المناجم الأسترية إلى ليون متوجهين إلى مدريد، وغادروا في نفس اليوم إلى بينافينتي. ما إن انتهى الخطر في يوم 20 يوليو حتى احتجز الضباط المتمردين قادتهم الموالين للحكومة، وأخرجوا قواتهم إلى الشوارع واحتلوا المباني الرسمية واحتجزوا رئيس البلدية والحاكم المدني والقادة المحليين الآخرين. قاومت مجموعة من العمال فقط لعدة ساعات في كازا ديل بويبلو، وسيطروا على مطار ليون الجوي.
وفي برغش التي تتبع قيادة الفرقة السادسة تحت إمرة الجنرال دومينغو باتيت، الذي برز في اخماد ثورة أكتوبر 1934 في برشلونة، وفي 17 يوليو اعتقل الجنرال غونزاليس دي لارا الذي قاد لواء المشاة المتمركز في بوغش والمتورط في الانتفاضة، ولكن أخيرًا تم اعتقال باتيت من قبل رئيس أركانه العقيد فرناندو مورينو كالديرون الذي حظي بدعم مفتوح من بقية رؤساء وضباط قيادة الفرقة. وأعدم الجنرال باتيت بعد عدة أشهر لأنه ظل مخلصًا لحكومة الجمهورية ولم ينضم إلى التمرد. كما تم اعتقال العميد خوليو مينا زويكو الذي قاد اللواء الحادي عشر التابع للفرقة. فانعدمت أي مقاومة في برغش. في حين استبدل الحاكم المدني بالجنرال المتقاعد فيدل دافيلا، بينما بقي عمدة البلدية في منصبه اليميني لويس غارسيا لوزانو. في بالنثيا انتصرت الانتفاضة العسكرية بسهولة وفي سوريا استلم الحرس المدني المبادرة، لكن الانتصار النهائي جاء بفضل وصول طابور غارسيا إسكاميز القادم من بامبلونا باتجاه مدريد، وقد تدخل بالفعل في «تهدئة» لاريوخا، وشارك في قمع المنظمات الجمهورية والعمال في مقاطعة لوغرونيو، واعتقل حاكمها العسكري الجنرال فيكتور كاراسكو أميليبيا الذي نقل لاحقًا إلى بامبلونا. وبالتالي فإن قشتالة وليون هي أكبر إقليم هيمن عليه الجيش المتمرّد بالكامل.

### غاليسيا
تتبع غاليسيا مع مقاطعة ليون قيادة الفرقة السابعة برئاسة الجنرال إنريكي سالسيدو مولينويفو الذي كان مقره الرئيسي في لاكورونيا. طلب الجنرال مولا من سالسيدو الانضمام إلى الانتفاضة يوم الأحد 19 يوليو، لكنه كان مترددًا، لذلك اتخذ رئيس أركان القيادة المقدم لويس فيجويراس المبادرة يوم 20 يوليو فاعتقل الجنرال سالسيدو وحاكم لاكورونيا العسكري المؤمنين بالجمهورية وقصف مبنى الحكومة المدنية، حيث حاول الحاكم فرانسيسكو بيريز كاربالو مقاومة الانقلاب مدعوما من حرس الاقتحام الذي لم ينضم إلى الانتفاضة بعد، على عكس الحرس المدني. تم القبض على الحاكم المدني ومائتي شخص آخر وإعدامهم رميا بالرصاص. واستمرت المقاومة بالمدينة حتى يوم 22 يوليو.
وكانت هناك معارضة أكبر للانقلاب في قاعدة فيرول البحرية. فبعد وصول أخبار الانتفاضة في المحمية المغربية وقبل التشكيك بالضباط المتورطين، سيطر البحارة على القاعدة يوم 19 يوليو، لكن ليس على مخازن السلاح أو الترسانة. فاضطر البحارة الذين لم يتمكنوا من إخراج السفن من القاعدة إلى الاستسلام يوم 21 يوليو أمام هجوم قوات الجيش والحرس المدني المتمرد. فأعدم رئيس قاعدة فيرول والترسانة الأدميرال أزارولا الذي ظل مخلصًا للجمهورية. وفي فيغو قرر مجلس المدينة وبعض الميليشيات المحلية الدفاع عن المدينة ضد المتمردين، ولكن تمكن المتمردون بين 20 و 21 يوليو من الاستيلاء على بقية المدن الجاليكية: سانتياغو دي كومبوستيلا وأورينسي ولوغو، لم يكن هناك مقاومة كبيرة.

### نافارا وإقليم الباسك ولا ريوخا
كانت نواة التمرد العسكري في قيادة الفرقة السادسة هي بامبلونا ونافارا لأن فيها الجنرال «مولا» الذي نظم هذا التمرد في إسبانيا والمحمية المغربية بالتعاون مع رايموندو غارسيا غارسيا رئيس صحيفة دياريو دي نافارا ونائب كتلة الجناح اليميني. ومع ذلك لم يبدأ التمرد في بامبلونا حتى فجر يوم 19 يوليو، عندما تم إعلان حالة الطوارئ وتجمعت الميليشيات الكارلية من الريجيتا في بلازا ديل كاستيلو. انتصر التمرد بدون مقاومة في نافارا، وذلك بفضل انتشار ميليشيات الريجيتا، التي كانت مستعدة عسكريًا منذ 1932 والتي تلقى قادتها تدريبات عسكرية وأسلحة من إيطاليا موسوليني. بدأت الانتفاضة بمقتل قائد الحرس المدني خوسيه رودريغيز ميديل الذي رفض الانضمام إلى قوات الانقلاب. في صباح يوم 19 يوليو تم القبض على الشخصيات السياسية والنقابية اليسارية المهمة، الذين لم يتمكنوا من ابداء أي مقاومة مسلحة، وبدأ تنفيذ ذلك في محيط بامبلونا. في اليوم التالي 20 يوليو غادرت طوابير من العسكريين والمتدربين عاصمة نافار «لتهدئة» نافار ريفر بانك ثم التوجه نحو أراغون وجبهات الحرب.

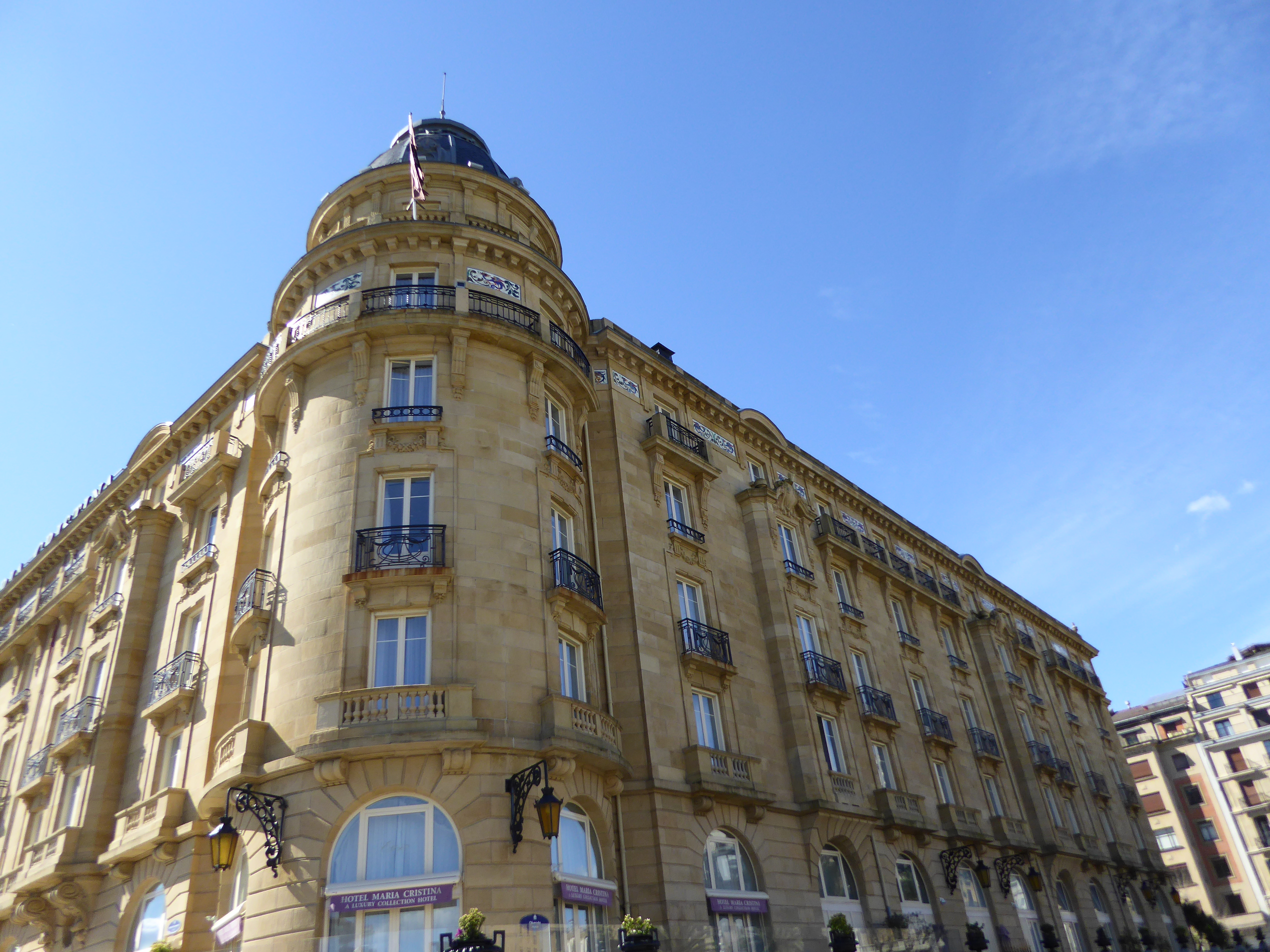
فندق ماريا كريستينا، سان سيباستيان. ارتكز فيه أنصار التمرد في يوليو 1936 وهزموا.

انتصر التمرد بسهولة يوم 19 يوليو في ألافا بفضل المشاركة النشطة للريجيتا والتعبئة الشعبية لدعم الجيش المتمرد - بقيادة كامبوس غيريتا وأبرو والعقيد ألونسو فيغا -. وفي سان سيباستيان كان الموقف متذبذبا في البداية بسبب تردد حاكمها العسكري: العقيد ليون كاراسكو أميليبيا. يوم الثلاثاء 21 يوليو حاولت الحامية والحرس المدني التمرد، لكن القوات الحكومية والميليشيات العمالية والاشتراكية والفوضوية والقومية نظمت المقاومة في إيبار. أصبحت القوات العسكرية المتمردة قوية في فندق ماريا كريستينا وفي ثكنات لويولا في سان سيباستيان حيث قاومت حتى 29 يوليو. لم يكن هناك تمرد عسكري في بلباو ولا في باقي الباسك. وهكذا تم تقسيم إقليم الباسك إلى منطقة موالية تتكون من غيبوثكوا والباسك ومنطقة التمرد وتتكون من ألافا والتي شكلت مع بافارا واحدة من أهم النوى وأكثرها نشاطًا في المنطقة المتمردة.

### سانتادير وأشتوريا
في سانتاندر، تسبب الافتقار إلى أوامر محددة من مقر القيادة العامة السادسة الموجودة في برغش، إلى جانب عدم التنسيق بين بعض القوات العسكرية الملتزمة في فشل الانتفاضة دون طلقة واحدة.
تمكن القائد العام لأستورياس العقيد أنطونيو أراندا الملتزم بالانتفاضة العسكرية، من خداع العمال والمنظمات الجمهورية للاعتقاد بأنه ظل مخلصًا للحكومة الجمهورية. بهذه الطريقة نظم لقاءات في أوفييدو مع حاكمها المدني إيزيدرو ليارتي لوزين ومع عمدة أوفييدو والقادة الجمهوريين، وأقنعهم بأن يرسلوا إلى مدريد رتلا من عمال المناجم يتكون من 6000 رجل، لكنه يرفض تزويدهم بالأسلحة - تلقى الرتل أول عثرة له في بونفيرادا، وبعد ذلك عاد بعض الرجال إلى أستورياس واستمر آخرون إلى مدريد. ثم شكل رتل ثان، سمي «رتل الصلب» ولكنه لم يتجاوز ليون. استفاد أراندا من رحيل القوات العمالية من أستورياس، فأصبح قويا في ثكنات المشاة أوفييدو وأعلن التمرد. من راديو أستورياس، ألقى خطابًا برر فيه تمرده لإعادة النظام إلى الجمهورية. وهكذا أصبح قويا في أوفييدو مع حوالي 5000 عسكري، من بينهم حرس مدني وحرس اقتحام وبضع مئات من الفلانخيين. في اليوم التالي بدأ حصار أوفييدو من قبل القوى الموالية التي تسيطر على بقية المقاطعة.
وفي خيخون تمرد فوج المشاة سيمانكاس بقيادة العقيد أنطونيو بينيلا، الذي أعلن التمرد، لكن الحرس المدني وحرس الاقتحام لايزالان في وضع غير ثابت وحدث انشقاق بين قوات المتمردين. وبالتالي فإن القوات التي تتبع بينيلا ليس لديها خيار سوى اللجوء إلى مقر الفوج. ثم بدأ حصار الثكنات من قبل القوات الموالية. وتمنكوا من المقاومة لشهر آخر، حتى 21 أغسطس وهو اليوم الذي سقطت فيه قنبلة من القوات الجمهورية على سطح الثكنات ومات بينيلا في عمل يائس. فشل وصول السفن الحربية الثائرة مثل الأدميرال سيرفيرا ثم إسبانيا وفيلاسكو في رفع الحصار إلى المياه بالقرب من ميناء خيخون.

### أراغون
كان ميغيل كابانياس هو قائد الفرقة العام الوحيد الذي التزم بوضوح بالانتفاضة، وكان يرأس القيادة العامة الخامسة التي مقرها في سرقسطة. وهو ماسوني جمهوري، لكن مولا أقنعه بالانضمام إلى التمرد.
حاولت الحكومة في نفس يوم السبت 18 يوليو عندما علمت بنوايا كابانياس دفعه أولاً للذهاب إلى مدريد وإرسال الجنرال ميغيل نونيز دي برادو المدير العام للملاحة الجوية إلى سرقسطة لإعفائه من قيادة الفرقة، ولكن بمجرد أن نزل دي برادو من الطائرة قبض عليه وإرسله إلى بامبلونا وأعدم لاحقا. في اليوم نفسه أمر الجنرال كابانياس باعتقال العديد من قادة الأحزاب الجمهورية والمنظمات العمالية (وتمكن البعض من الهرب) للقضاء على المقاومة الشعبية والعمالية للانقلاب، والتي جرت في الساعات الأولى من اليوم التالي الأحد 19 يوليو بإعلان حالة الطوارئ واكتمل الالتزام بتمرد الحرس المدني وحرس الاقتحام. تم عزل الحاكم المدني فيرا كورونيل، أما الأسلحة التي أمرته الحكومة بتسليمها إلى النقابات العمالية فأرسلها فورا إلى بامبلونا لتسليح ميليشيات ريجيتا. ولكن في يوم الاثنين 20 يوليو جرى إضراب عام في سرقسطة - ولمساعدتهم أسقط الطيران الجمهوري من برشلونة بعض القنابل على المتمردين - واستمر ذلك حتى يوم 24، عندما وصل طابور من ريجيتا نافارا إلى سرقسطة بقيادة المقدم أليخاندرو أوتريا.
أما في بقية المدن الأخرى، فإن خاكا قاومت الانقلاب بفضل مجموعة من الحرس المدني المخلص بقيادة الحاكم، والذي قتل في تلك المواجهات. والعاصمتان الأراغونيتان الأخريان وهما وشقة وطرويل، وقعتا أيضًا بيد المتمردين. وهكذا انقسمت أراغون إلى منطقتين يفصلهما شريط، أحدهما غربا داخل منطقة الثوار والآخر شرقا بقيت في المنطقة الموالية للجمهورية ولم يتمكن المتمردون من السيطرة عليها وذلك لأن عندما قُمع تمرد كاتالونيا، غادرت من هناك عدة أرتال تتكون في الغالب من رجال ميليشيات CNT، في محاولة لاستعادة أراغون وخاكا ووشقة وسرقسطة.

### مدريد
تعد مدريد مركز ثقل للقوات العسكرية. وتتكون المنظمة العسكرية الإقليمية فيها من مقر الفرقة المركزية الأولى وأحد عشر فوجا وأربع كتائب مستقلة، وفصيلتي مدفعية اختصاص، وقوات الجيش والفرقة والعتاد، ومستودع ريمونتا وبعض المدارس العسكرية وقيادة الجيوش، ولكن معظمها كان على مشارف المدينة: في كامبامنتو وإل باردو وفيكالفارو وليغانيس وكارابانتشيل.. إلخ. وفي المناطق المحيطة كانت المطارات العسكرية لخيتافي وكواترو فينتوس مع ثمانية أسراب عملياتية، إلى جانب باراخاس حديثة النشأة ذات الاستخدام المدني. واحتوت حامية مدريد نظريًا من حوالي 8,000 رجل بالإضافة إلى 6,000 فرد من قوات النظام العام.
علمت الحكومة بانتفاضة المحمية المغربية في نفس مساء يوم الجمعة 17 يوليو (وهي حقيقة غطتها صحف مدريد في اليوم التالي). وطوال يوم السبت 18 يوليو بدأت ترد أنباء انتفاض الحاميات في إسبانيا. وهذا أثار المنظمات العمالية التي طالبت حكومة كاساريس كيروغا بتزويدها بالسلاح لوقف الانتفاضة في مدريد، ولكن الحكومة استقالت مساء السبت 18، حلت محلها حكومة دييغو مارتينيز باريو التي لم تدم إلا يوما واحدا (من ليلة السبت 18 إلى ليلة الأحد 19). أما الحكومة الثالثة برئاسة خوسيه جيرال التي شكلت يوم 20 يوليو فقد وافقت على توزيع السلاح إلى المنظمات العمالية UGT و CNT التي أعلنت الإضراب العام.
الخطة التي صممها الجنرال مولا لمدريد وعهد بها إلى ثلاثة جنرالات (الجنرال فنخول وغارسيا ديلا هران وفياغاس) تتكون من ثورة الثكنات واحتلال المناطق المحيطة، ثم الإلتئام في مركز العاصمة، ولكن كان وضع المؤامرة في مدريد فوضويًا بالكامل: بدا أن لا أحد يعرف مالمطلوب منه، وفشل مولا في تنسيق أعمال المتآمرين. ولم يكن معروفا موقف الضباط المحيطين بخواكين فانخول أو حتى موقف قائد لواء المشاة الأول (الجنرال مياخا) مع المتمردين. (ظل مياخا مخلصًا واتخذ بعض الإجراءات لمحاولة وقف الانتفاضة). وفقًا لخطط مولا الأولية، كان على الجنرال فانخول أن يتولى قيادة الفرقة الأولى وفقًا لبعض المؤرخين، ووفقا لمؤرخين آخرين يتولاها رافائيل فياغاس. ومن جانبه بدأ الجنرال غارسيا ديلا هران بتمرد التكتل العسكري لكارابانشيل والمناطق المحيطة بها في جنوب مدريد.
وبسبب الأحداث خطط الجنرال فانخول للسفر إلى برغش، لكن زيارة قام بها القائد كاستيلو إلى منزله جعله يغير رأيه وذهب إلى ثكنة مونتانا ظهر يوم ال 19 يوليو، مرتديًا مدنيًا برفقة ابنه. خلال تلك الفترة كان يتواصل مع فوج كارابانشيل. ولكن انقطع بعدها الاتصال عندما تدخلت الحكومة. بالإضافة إلى أنه لا يمكن استخدام مدفعية عيار 7.5 ملم بسبب عمليات الصيانة التي تجري لها منذ أيام. وفي الوقت نفسه قررت الحكومة الجمهورية أخيرًا توزيع البنادق، التي سلمتها وزارة الحرب إلى مقاتلي CNT وUGT. ونشأت مشكلة أن 5000 فقط من البنادق المسلّمة كانت مزودة بمسامير من مجموع البنادق التي وزعت هي 65,000 بندقية موجودة في مخازن المدفعية، وأن المسامير فموجودة في ثكنات الجبل. كان وزير الحرب قد أمر بالفعل العقيد سيرا آمر الثكنات بتسليمهم بناء على طلب رسمي. ولكنه رفض رفضاً قاطعاً وقطعت مديرية الأمن العام الاتصالات من الثكنات. وبدأت الأمور تنحى نحو التمرد العسكري في مدريد.

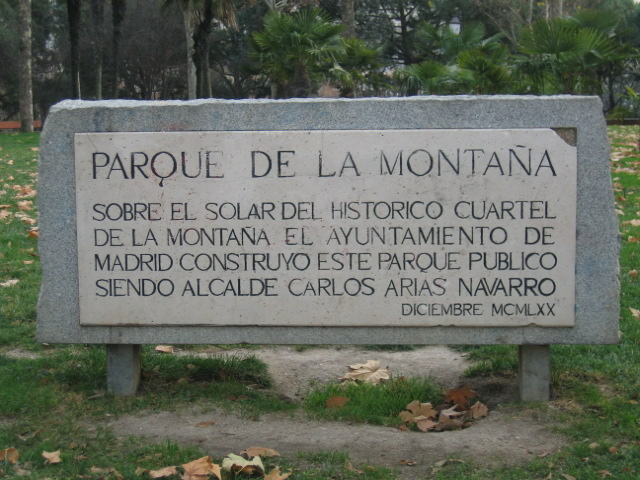
لوحة تذكارية لثكنة مونتانا في عهد فرانكو سنة 1970.

وكان ضباط من الثكنات الأخرى وعدد غير قليل من الفلانخيين والملكيين مجتمعين طوال اليوم. ثم حاولوا الخروج والانتشار في شوارع العاصمة، ولكن في تلك اللحظة كان حشد ضخم قد تجمع أمام أبواب الثكنات، حوالي 8,000 من العمال وجنود حرس الاقتحام والحرس المدني. الحقيقة إن الجنرال فانخول أخطأ خطأ فادحًا بحجز نفسه داخل الثكنات، منتظرًا المساعدة من سييرا مدريد، لكنه ذهب إلى حتفه. في الساعة 10:30 صباحاً تسبب سقوط قنبلة في الفناء بوقوع الجرحى ومن ضمنهم فانخول وسيرا، ولكن قبل كل شيء، كانت معنويات المحاصرين منهارة مع انهيار الوضع، فالمدفعية كانت تدكهم. بعد بضع دقائق ظهر علم أبيض في إحدى النوافذ وسار الحشد نحو المبنى ليستقبل المحاصرين المستسلمين. ولكن قوبلت بنيران المدافع الرشاشة، وهي حقيقة تكررت مرتين، مما سببت بهيجان المهاجمين. كانت مسألة العلم بسبب الارتباك داخل المحاصرين وليس قرار متعمد.
قبل الظهر ببضع دقائق دخل الحرس المدني بصحبة الأهالي الثكنات. فقد انهار الباب الكبير للثكنة بسبب الضربات المتكررة. وفي تلك اللحظة دخلت الحشود الفناء بقوة، حيث كان الأمر ولبضع دقائق هستيريا واضحة ومذبحة كبيرة. وفي تلك اللحظات ظهر أحد رجال الميليشيات في أحد النوافذ الخارجية وبدأ في إطلاق النار على الحشد الهائج الذي كان لا يزال في الخارج. ما حدث بعد ذلك يفوق الوصف: مات عدة مئات من المدافعين، ومنهم العقيد سيرا. نجا حوالي 12 ضابطًا من الإعدام الفوري، وأخذ 14 آخرين سجينًا وتم إرسالهم إلى السجن النموذجي. وقد أُخرج الجنرال فانخول من هناك بصعوبة لتتم محاكمته على التمرد العسكري. كان سقوط ثكنات مونتانا رمزًا لانتصار الحكومة والجماهير العاملة ضد التمرد.
لم تخرج بقية ثكنات مدريد قواتها إلى الشارع. وإن كانت هناك محاولات للتمرد عند بعض الحاميات، لكن معظمها انتهى بالفشل. سحق الجيش الجمهوري محاولة انتفاضة في قاعدة خيتافي الجوية. وفي فوج المدفعية خيتافي كانت هناك أيضا بعض المحاولات التي أمكن السيطرة عليها. حاول الجنرال غارسيا ديلا هران التمرد في ثكنات كارابانشيل ولكنه قتل على أيدي جنوده، فاستعادت الحكومة الثكنة. وفي فوج الدبابات حاول بعض الضباط الانتفاضة، ولكن قائدها تمكن من السيطرة على تلك الأقلية، واحتل المقر الحرس المدني والجنود والميليشيات.
كان الاستثناء الوحيد هو فوج الإرسال في إل باردو. الذي بناء على تعليمات الجنرال مولا انطلق في شاحنات واتجه إلى ممر نافاسيرادا، وهناك أقنع قوة من حرس الاقتحام موالية، كانت متجهة نحو لاجرانجا لقطع تقدم طابور من بلد الوليد. تمكن فوج الإرسال من الوصول إلى منطقة المتمردين.
في 20 يوليو في ألكالا دي إيناريس، ثار جزء من الضباط وقتلوا قائدهم وأصيب مساعد له. فأعلنوا حالة الحرب واحتلوا المراكز الإدارية الرئيسية. ومع ذلك لم يتخذ المتمردون أي إجراء محدد أو نظموا الدفاع عن البلدة. وبدأ طيران الموالي بالقصف، مما أدى إلى انهيار المتمردين. من جانبه تمكن طابور قوي من مدريد من إنهاء المقاومة ظهرًا في 21 يوليو، حيث أخذ بعض الضباط أسرى عنده. إلا أن الطابور فشل في منع حدوث الاضطرابات بين الأهالي، فقاموا بحرق الكنائس.

### قشتالة الجديدة وإكستريمادورا

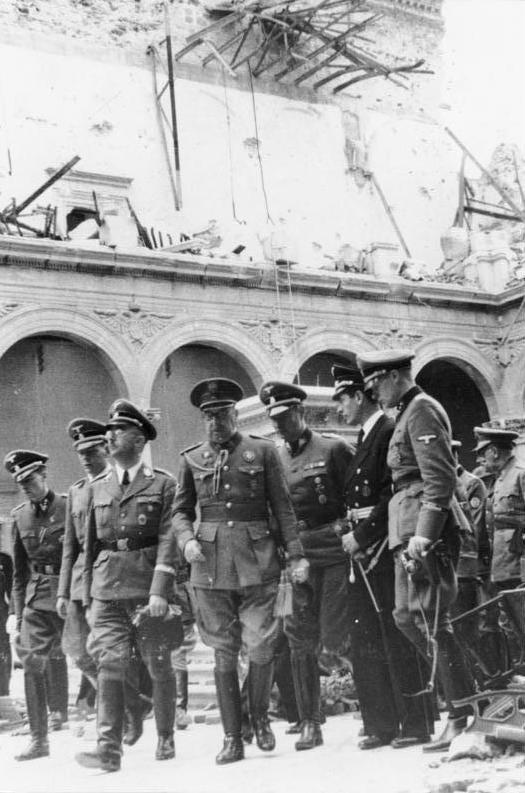
زيارة هاينريش هيملر لألكازار مع خوسيه موسكاردو في أكتوبر 1940.

في طليطلة ثار العقيد خوسيه موسكاردو مدير أكاديمية طليطلة للمشاة، وأعلن حالة الحرب يوم الثلاثاء 21 يوليو وسيطر بسرعة على المدينة. ولكن وصل طليطلة في اليوم التالي طابور جمهوري من مدريد بقيادة الجنرال ريكيلمي، والذي كان فيسنتي روخو مشاركا فيه، وأجبر المتمردين على اللجوء إلى مبنى ألكزار دي طليطلة (قصر طليطلة [الإنجليزية]) مقر قيادة أكاديمية المشاة. واستمر حصار قصر طليطلة حتى 29 سبتمبر عندما تدخلت قوات متمردة كانت متوجهة نحو مدريد من إكستريمادورا، ثم حولت مسارها نحو طليطلة بأمر صريح من الجنرال فرانكو، فتمكنت من تحرير رفاقهم المحاصرين في قصر طليطلة. أصبحت حادثة قصر طليطلة سلاحًا دعائيًا قويًا طوال بقية الحرب الأهلية وفي كل حقبة ديكتاتورية فرانكو.
في غوادالاخارا أو وادي الحجارة، نجحت انتفاضة فوج المناطيد في البداية باحتلال مباني البلدية والحكومة المدنية وبيت الشعب، مع أن الحرس المدني ظل حكوميا. ثم طلب الجيش المتمرد المساعدة من رتل الكولونيل غارسيا إسكاميز القادم من نافارا، لكن رئيسه رفض لأن الأوامر بأن يتلاقيان شمالا في مدريد. وبالنهاية استولت القوات الحكومية القادمة من مدريد على المدينة، وأطلق العنان للقمع الشديد وأعمال الشغب التي أدت إلى حرق بعض الكنائس.
في العاصمتين القشتاليتين الأخريين من قيادة الفرقة الأولى، تم قمع الانتفاضة بسهولة نسبية، حيث لم تكن هناك حاميات عسكرية في كوينكا أو في سيوداد ريال. ظل الحاكم العسكري لسيوداد ريال العقيد ماريانو سالافرانكا جمهوريا وسيطر على الوضع. سيطرت القوات الموالية على كوينكا ومقاطعتها بشكل كامل، خاصة بعد وصول طابور من رجال المليشيات الأناركية في 31 يوليو تحت قيادة سيبريانو ميرا.
انقسمت إكستريمادورا بعد المحاولة الانقلابية إلى قسمين: معظم مقاطعة قصرش مع عاصمتها ضمن منطقة الثورة ومقاطعة بطليوس في المنطقة الموالية. تقع قصرش - المؤطرة داخل قيادة الفرقة السابعة، ومقرها بلد الوليد - في أيدي المتمردين بسهولة نسبية: تم إعلان التمرد الذي التزمت به قوات الجيش والنظام العام وتم القبض على الحاكم المدني. أما بطليوس أو باداخوز فلم يتمرد لواء المشاة وكان له رتل دعم جمهوري تحت قيادة العقيد بويدينجولاس. في 6 أغسطس ثارت قوات الأمن والحرس المدني والحرس وأسروا العقيد بويغندولاس ، لكنهم بالآخر هزموا وأطلق سراح العقيد. وعلى الرغم من هذا الانتصار، فلم يمر أسبوع حتى قدم طابور من أندلسيا متوجها نحو مدريد بقيادة العقيد خوان ياجوي فحاصر المدينة في ليلة 14 أغسطس حتى صباح اليوم التالي، واندلعت بالمدينة إحدى أسوأ المذابح التي ارتكبها المتمردون (سميت مذبحة باداخوز) التي تم فيها اعدام ما بين ألفين وأربعة آلاف مدافع عسكري ومدني في المدينة بتهمة الانتماء إلى أحزاب أو منظمات يسارية. حسب التعداد كان في باداخوز 41122 نسمة سنة 1930، إذا كان رقم الذين أعدموا 4000 صحيحًا، فإن النسبة تصل إلى 10٪ من السكان.

### كتالونيا وجزر البليار
في برشلونة مركز قيادة الفرقة الرابعة، حدثت أولى الحركات للقوات المتمردة بقيادة الجنرال ألفارو فرنانديز بوريل في الساعات الأولى من يوم الأحد 19 يوليو، وكانت خطته هي الخروج من الثكنات الواقعة في ضواحي برشلونة والالتئام في وسط المدينة حول بلازا دي كاتالونيا. واعتقد المتآمرون الذين كان يرأسهم الكابتن لويس لوبيز فاريلا أنه يمكنهم السيطرة على الوضع.
لكن الجيش المعين في حكومة كتالونيا قد أعدوا خطة لاحتواء المتمردين، اعتمادا على قوات النظام العام والحرس المدني وحرس الاقتحام. وأنهم ظلوا مخلصين للجمهورية ولديهم حوالي 2,000 جندي. وهكذا خلال صباح الأحد 19 يوليو كانت هناك معارك في شوارع وسط المدينة، وخاصة عند التقاطع بين باسيج دي غراسيا وأفينغودا دياغونال ، مع العديد من الضحايا. وكان مبنى جامعة برشلونة وساحته قد وقعت بيد القوات الموالية للحرس المدني تحت قيادة العقيد أنطونيو إسكوبار. ووقع قتال آخر في أحواض بناء السفن الملكية في برشلونة التي احتلها المتمردون، الذين استولوا أيضًا على بلازا دي إسبانيا، وهناك واجهوا بمقاومة من رجال المليشيات الأناركيين من CNT بقيادة خوان غارسيا أوليفر وفرانسيسكو أسكاسو الذي مات في القتال.
في حوالي الساعة 10:30 صباح يوم 19 وصل الجنرال غوديد قائد جزر البليار إلى برشلونة بطائرة مائية، والذي كان وفقًا لخطط مولا ، يتولى قيادة قوات المتمردين في كاتالونيا. ولكن في فترة مابعد الظهر بدأت القوات الموالية بقيادة العقيد إسكوفيت والقائد إنريكي بيريز فاراس هجومها على مبنى القبطانية العامة حيث يتحصن بها الجنرال غوديد، فحاول الاتصال هاتفيا بالجنرال خوسيه أرانغورين رولدان من الحرس المدني ولكن هذا أمره بإلقاء السلاح. تم الحصول على نفس الرد من رئيس الأركان العامة العقيد موخو ماركيدة، وكذلك مع وزير داخلية كتالونيا كارلوس إسبانيا. وهكذا في عصر نفس اليوم استسلم متمردو القبطانية العامة وألقي القبض على الجنرال غوديد ، الجنرال فرنانديز بوريريل والأركان العامة للفرقة الرابعة. تم نقل غوديد وابنه ومساعده إلى مبنى حكومة كتالونيا بناء على طلب من الرئيس لويس كومبنيس حيث أبلغ عن استسلامه في الراديو ودعا غوديد الجيش المتمرد إلى إلقاء السلاح.
وقعت المقاومة الأخيرة للقوات المتمردة في برشلونة يوم الإثنين 20 يوليو، وفي ذلك اليوم وقع أحد أكثر الأحداث فتكًا في الدير الكرملي في شارع دياغونال عندما قرر المتمردون الذين كانوا لاجئين في الدير الكرمل الاستسلام ولكن أمام الحرس المدني فقط. تجمهر العديد من رجال الميليشيات المسلحة حول الدير. بدأ المتمردون ينفد صبرهم من تلك الحشود وأطلقوا النار عليهم، عندما كانوا يسلمون أنفسهم لقوات الحرس المدني بقيادة العقيد إسكوبار، فاندفع حشد غاضب إلى مكان الحادث مما تسبب بمذبحة حقيقية بين المستسلمين ورهبان الدير. وبعد تلك المقتلة، اعتقل بعض الضباط المتمردين، ولكنهم انتحروا ليلة 19-20 كما كان الحال مع النقيب رامون مولا شقيق الجنرال مولا. لقد أوقف فشل المتمردين في برشلونة الطريق للانتفاضة في أجزاء أخرى من كاتالونيا حيث كانت هناك نوى تآمرية. ففي لاردة أُعلنت حالة تمرد ونزلت القوات إلى الشوارع، لكن الحرس المدني لم يتمرد وتمكن بمساعدة الميليشيات العمالية من قمعهم. وفي جيرونة أعلن لواء الجبل التمرد ولكن بعد ورود أنباء فشل الانقلاب في برشلونة عادت القوات إلى ثكناتها. في طراغونة ولا سيو دي أورغل ومانريسا لم تحدث أي حركة عسكرية. فقط في ماتارو جرت محاولة فاشلة لتمرد عسكري.
أما بالنسبة لجزر البليار فقد كان الجنرال غوديد قبل أن يسافر إلى برشلونة يوم الأحد 19 يوليو أن يتأكد من أن مايوركا وإيبيزا تحت سيطرة المتمردين. ولكن لم يكن الأمر كذلك لمينوركا، التي ظلت وفية لحكومة الجمهورية، على الرغم من التواطؤ مع متمردي الجنرال خوسيه بوش أتينزا.

### بلنسية ومرسية

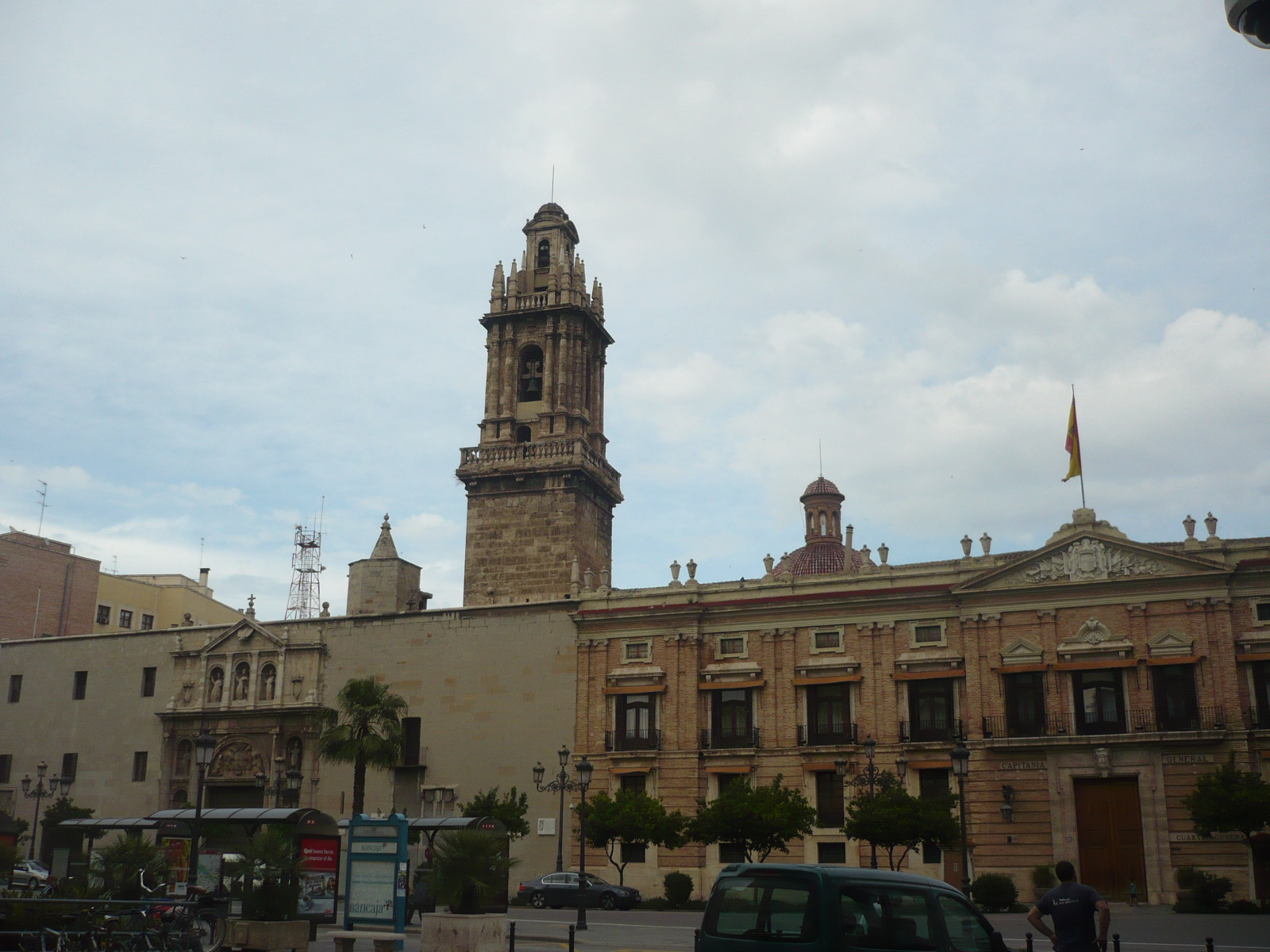
مقر قيادة الفرقة الثالثة، القبطانية العامة السابقة لبلنسية، بجوار دير سانتو دومينغو.

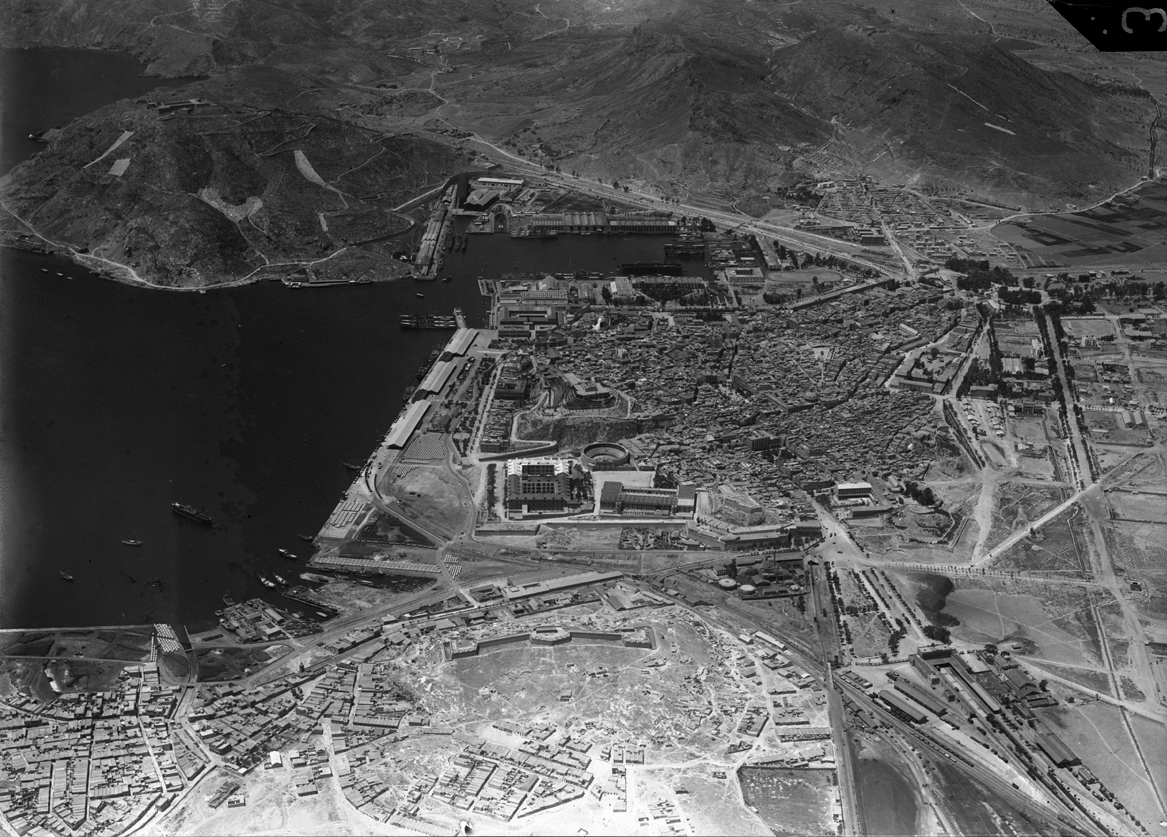
صورة جوية لقرطاجنة التقطت في 18 يونيو 1936، قبل شهر من بدء الحرب الأهلية.

كان قائد الانتفاضة المفترض في بلنسية والذي عينه الجنرال مولا «المدير» هو الجنرال غونزاليس كاراسكو الذي وصل إلى هناك من مدريد قبل يوم واحد من الموعد المحدد للانتفاضة، وهو يوم الأحد 19 يوليو الساعة 11 صباحًا (بالتزامن مع اجتماع الرؤساء والضباط الذي كان من المقرر عقده في مبنى القبطانية العامة السابقة، والذي أصبح الآن مقر قيادة الفرقة الثالثة، وطالب خلاله الجنرال غونزاليس كاراسكو من الجنرال مارتينيز مونيي بتسليم قيادة الشعبة. ولكن عندما حان الوقت كان لدى غونزاليس كاراسكو -الذي اضطر خلال ليلة 18 إلى 19 تغيير عنوانه لتجنب احتجازه من الشرطة- شكوك ولم يظهر في اجتماع القبطانية، ربما تأثر بقرار لويس لوسيا لوسيا زعيم اليمين الإقليمي في منطقة بلنسية المدمجة في سيدا، لإعلان إخلاصه للحكومة وعدم قياد التمرد الذين وعدهم بها الجيش. منذ الساعات الأولى من الصباح كانت هناك تعبئة عمالية مهمة في المدينة مصحوبة بانتشار حرس الاقتحام بقيادة جنرالات موالين للحكومة. أمر الجنرال مارتينيز مونخي بإبقاء قواته بانتظار الأحداث في مدريد أو برشلونة
بدا أن نبأ استسلام الجنرال غوديد في برشلونة في نهاية اليوم كان حاسماً لتعطيل التمرد في العديد من الأرتال. وفي اليوم التالي الاثنين 20 يوليو قامت المنظمات العمالية UGT و CNT بتعبئة وإنشاء ميليشيات بلنسية للسيطرة على المراكز المهمة في المدينة والمناطق المحيطة بالثكنات تحسبًا لحركة تمرد محتملة. بعد ذلك بيومين ولدت اللجنة التنفيذية الشعبية مكونة من النقابات العمالية UGT و CNT وأحزاب الجبهة الشعبية، التي نصبت نفسها على السلطة من دون أي إزاحة لسلطة الجمهورية. فهرب الجنرالان غونزاليس كاراسكو وهيرنانديز سراً من فالنسيا. لمواجهة قوة الطبقة العاملة البديلة في الشارع، أرسلت حكومة خوسيه جيرال السياسي الجمهوري دييغو مارتينيز باريو إلى بلنسية على رأس مجلس حكومة منتدبة إلى الشرق، ومهمته الأساسية إضافة إلى إعادة بسط سلطة حكومة الجمهورية، الموافقة على رحيل مشرف للجيش. وعندما أعلن مجلس المندوبين يوم الخميس 23 يوليو عن حل اللجنة التنفيذية الشعبية رفضت وواجهت محاولة تمرد لثكنات باتيرنا القريبة من المدينة، وأطلقت ميليشياتها ضد الثكنات. في 5 أغسطس وبالنظر إلى فشل إدارته اعترف مجلس المندوبين رسميًا باللجنة التنفيذية الشعبية، المستمرة في توجيه سياسات الحراسة الخلفية في فالنسيا، وغادر المجلس المدينة.
في كاستيلون لم تحدث الانتفاضة عندما لم يتم تلقي أوامر من بلنسية، بالإضافة إلى وجود بعض الاختراقات بين الضباط. وفي أليكانتي قام حاكمها العسكري الجنرال غارسيا ألديف بحجز القوات وسمح بإرسال رتل لمحاربة تمرد الحرس المدني في المنسى وتدخل أيضًا في الباسيتي لدعم القوات الموالية. انتهى أمر الجنرال غارسيا ألديف بالاستقالة من القيادة وتعرض بعدها للمحاكمة وحكم عليه بالإعدام على الرغم من عدم تمرده. وفي ألكوي سيطرت الميليشيات العمالية على الحامية المترددة ولم تغادر الثكنات. وتعرضت لإعتداء من الميليشيا يوم 4 أغسطس. واندلع التمرد الوحيد في مقاطعة أليكانتي في حي أليكانتي في بينالوا، حيث كان مقر فوج مشاة، ولكن قمع بسرعة واعتقل الضباط المتمردين.
كما فشل تمرد في مقاطعة مرسية. وفي القاعدة البحرية والترسانة في كارتاخينا بعد يومين من التردد قاد الملازم أنطونيو رويز يوم الاثنين 20 يوليو حركة ضد ضباط البحرية المتمردين، وبدعم من البحارة تمكن من إجهاض التمرد، بحيث أضحت كارتاخينا (قرطاجنة) هي الوحيدة من القواعد البحرية الثلاثة للبحرية التي لا تزال موالية للحكومة. وفي مدينة مرسية طغت الإجراءات الشعبية على تردد السلطات العسكرية والمدنية في مواجهة الوضع الناتج عن ذلك. فمحاصرة عمال المدينة ثكنات المدفعية لوقف أي عمل انقلابي قد تسبب في فشل التمرد في عاصمة المقاطعة. وفي الباسيتي أعلن المقدم مارتينيز مورينو تمرده يوم الأحد 19 يوليو بدعم من حرس الاقتحام وجزء من الحرس المدني. ولقمع تمرده غادر طابورين من مرسية وأليكانتي، حيث وصلا إلى الباسيتي بعد السيطرة على إيين والمنسى على التوالي يوم السبت 25 يوليو. ولأن لم تصل إليهم مساعدات من الجنرال فرانكو من تطوان، استسلم المتمردون وأعدم المقدم مارتينيز مورينو.

## تمرد البحرية الإسبانية

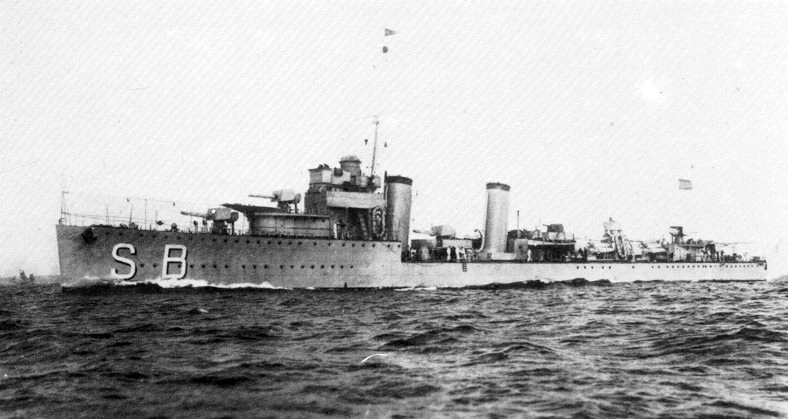
المدمرة سانشيز بارتشيزتيغوي.

عندما تولى الجنرال مولا قيادة المؤامرة في أبريل، سعى لتعاون البحرية للإطاحة بحكومة الجبهة الشعبية، والتي حددها في تعليمات للضباط المتآمرين في 20 يونيو. حيث حددت مهمة البحرية في نطاق القواعد البحرية لفيرول وقادس، ومراقبة الساحل الشمالي وخاصة أستورياس (بما في ذلك قصف حوض التعدين)، والتعاون في الانتفاضة في المغرب. ولكن في بعض السفن شكل أعضاء في الخدمات المساعدة (مثل العاملين في الراديو تلغراف) وضباط الصف والبحارة بتشكيل لجان لرصد النشاط المشبوه لضباط البحرية. وقد حافظت هذه اللجان في بعض الحالات على روابط مع الاتحاد الجمهوري ضد الفاشية (UMRA).
بعد ظهر يوم الجمعة 17 يوليو، وردت أولى الأنباء عن اندلاع انتفاضة عسكرية في المغرب من محطة الإبراق الراديوي بهيئة الأركان العامة للبحرية في مدريد. كان الضابط الثالث في فيلق مساعدي الإبراق الراديوي الذي كان في الخدمة في المصنع في ذلك الوقت هو بنجامين بالبوا لوبيز، المنتسب إلى UMRA. وفي الساعات الأولى من يوم السبت 18 يوليو، أرسل الجنرال فرانكو برقية تهنئة إلى مليلية على نجاح الانتفاضة، والتي تم نقلها أيضًا إلى القواعد البحرية، ومنها كارتاخينا. تم إرسال رسالة فرانكو إلى مدريد مع تعليمات «بالاهتمام بالحاميات». أبلغ بالبوا مباشرة مساعد الوزير جيرال القبطان بيدرو برادو منديزابال متخطيا سلسلة القيادة في هيئة الأركان العامة للبحرية. وعندما تلقى أمرًا من رئيس محطة التلغراف لإبلاغ رسالة فرانكو إلى الحاميات، رفض بالبوا أن يطيعه فاعتقله. فاتصل بالبوا مباشرة بجميع سفن البحرية ومشغلي الإبراق اللاسلكي الذين يعرفهم بشكل شخصي، وأخبرهم أن ضباطهم قد يكونون على وشك التمرد على الحكومة ووضعوا شيفرة بينهم للتواصل إذا حدث هذا الأمر.
وفي صباح يوم السبت 18 يوليو أمر وزير البحرية خوسيه غيرال جميع سفن الأسطول بالتوجه نحو منطقة مضيق جبل طارق لمهاجمة مواقع المتمردين في المغرب ومنع أي محاولة لمرور أو نقل القوات المتمردة إلى شبه الجزيرة. ومع ذلك قرر قادة المدمرتين ألميرانتي فالديز وسانشيز باركيزتيغي الذهاب إلى جانب المتمردين، لكن أطقم المدمرتين انتفضوا واعتقلوا ضباطهم المتمردين. وطال تمرد الطواقم كلا من المدمرة شوروكا والزورق داتو. وفي يوم الأحد 19 يوليو أمرت السفينة ليبرتاد التي كانت موجودة بالفعل في منطقة المضيق بإطلاق النار على قادس، لكن ضباطها لم يطيعوا الأوامر فتمرد الطاقم آخذين السفينة باتجاه طنجة. وكذلك تمرد طاقم الطراد ميغيل دي سرفانتس وقاد السفينة عريف من البحارة نحو طنجة. وأيضا تمرد طاقم خايمي الأول المتوقفة في فيغو ظهر يوم الثلاثاء 21 يوليو. وأبحرت البارجة تجاه طنجة فوصلت في نفس اليوم. وتلقى الطراد الإسباني منديز نونيز الموجود في مستعمرة غينيا الاستوائية أوامر بالعودة إلى إسبانيا. وعندما اقترب من جزر الكناري تمكن بالبوا من التقاط رسائل متبادلة مع المتمردين. فأمرت الحكومة الطراد بالعودة إلى ميناء فرناندو بو. وعندما وصل إلى هناك أزيح من القيادة وأنزل مع ضباط آخرين. ثم أبحرت منديز نونيز إلى إسبانيا لتنضم إلى بقية الأسطول الجمهوري.

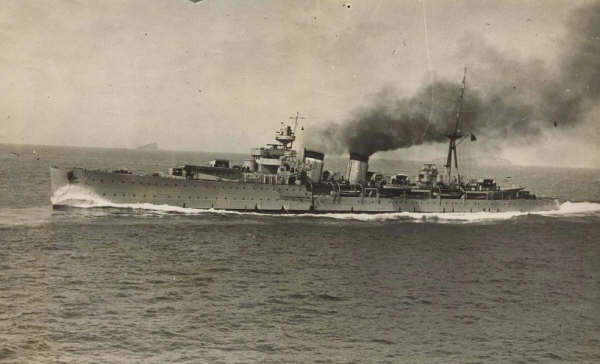
الطراد الخفيف ألميرانتي سيرفيرا في فترة التجربة (لا يزال بدون أسلحة) حوالي سنة 1925.

كما أمرت الغواصات إسحاق بيرال (C-1) و C-3 و C-4 و B-1 بالذهاب إلى المضيق، ولكن عندما اشتبه أطقم الغواصات في موقف الضباط، تمردوا عليهم وقبضوا على ضباط الغواصة C-6 عندما رست في ملقة. كما تُركت الغواصات السبع الأخرى في الجانب الحكومي عندما فشلت الانتفاضة في قواعد كارتاخينا وماهون البحرية. لم ينجح التمرد في قاعدة كارتاخينا، لافتقار القادة البحريون إلى القرار ولأن الجنرال مارتينيز كابريرا، الحاكم العسكري في كارتاخينا ظل مخلصًا للحكومة، وكذلك رئيس قاعدة لوس ألكاثاريس الجوية القريبة. إن استسلام قاعدة سان خافيير البحرية في الساعات الأولى من يوم 19 يوليو ووصول المدمرة ألميرانتي فالديس في الساعة الخامسة من نفس اليوم أدى إلى فشل التمرد. وهكذا كانت المدمرة لازاجا، التي كانت راسية هناك والمدمرات الستة التي كانت قيد الإنشاء في الجانب الحكومي، قد انضمت إلى المدمرات التي تمرد أطقمها ضد ضباطهم المتآمرين ولم تتمرد المدمرة ليبانتو، جعلت الأسطول بأكمله من المدمرات -باستثناء واحدة- لا يزال إلى جانب الحكومة، بالإضافة إلى أربعة زوارق طوربيد وخفر السواحل وثلاث غواصات إلى جانب العديد من السفن المساعدة.
في قاعدة ماهون في جزيرة مينوركا جرت محاولة تمرد ولكن أخمدت، حيث تمردت أطقم الغواصات التي كانت قاعدتها هناك لأن ضباطها حاولوا التمرد. وهكذا أصبحت القاعدة وجميع غواصاتها B-1 (تحت الإصلاح) و B-2 و B-3 و B-4 بيد الحكومة.
انتصرت الانتفاضة بسرعة في قاعدة قادس البحرية، بفضل قوات النظاميين التي جلبتهم المدمرة شوروكا من سبتة قبل أن يوقفها انتفاضة الملاحين، والعمل الحازم لزعماء المؤامرة في القاعدة وحاكم قادس العسكري الجنرال لوبيز بينتو، الذين منعوا أي انتفاضة لعمال بناء السفن أو البحارة. بفضل السيطرة على القاعدة، كان المتمردون في حوزتهم الطراد República، الذي كان خاضعًا لإصلاحات كبيرة، لذلك لم يدخل الخدمة حتى سنة 1938، والقوارب الحربية Cánovas و Lauria بعد سحق تمرد طاقمهم، وسفينتين لخفر السواحل الكازار والعرائش ، اللتان لم تتمردا. وفي قاعدة فيرول البحرية تمرد طاقم الطراد ألميرانتي سيرفيرا لكنه فشل في إخراج السفينة من الحوض الجاف، على الرغم من أنها بدأت في إطلاق النار من مدافعها. فقصف الطيران البحري من قاعدة مارين التمرد، مما أدى إلى استسلام السفينة. وأيضا تمرد طاقم البارجة إسبانيا، وهم في الحوض الجاف، ولكن هذا لم يكن في وضع يمكنها من استخدام مدفعيتها حتى استسلمت ألميرانتي سيرفيرا، وحقيقة أن السفينة الثالثة التي كانت في القاعدة، وهي المدمرة فيلاسكو لم تقم بأعمال شغب، لم يترك لهم أي خيار سوى الاستسلام.

## رد فعل الحكومة

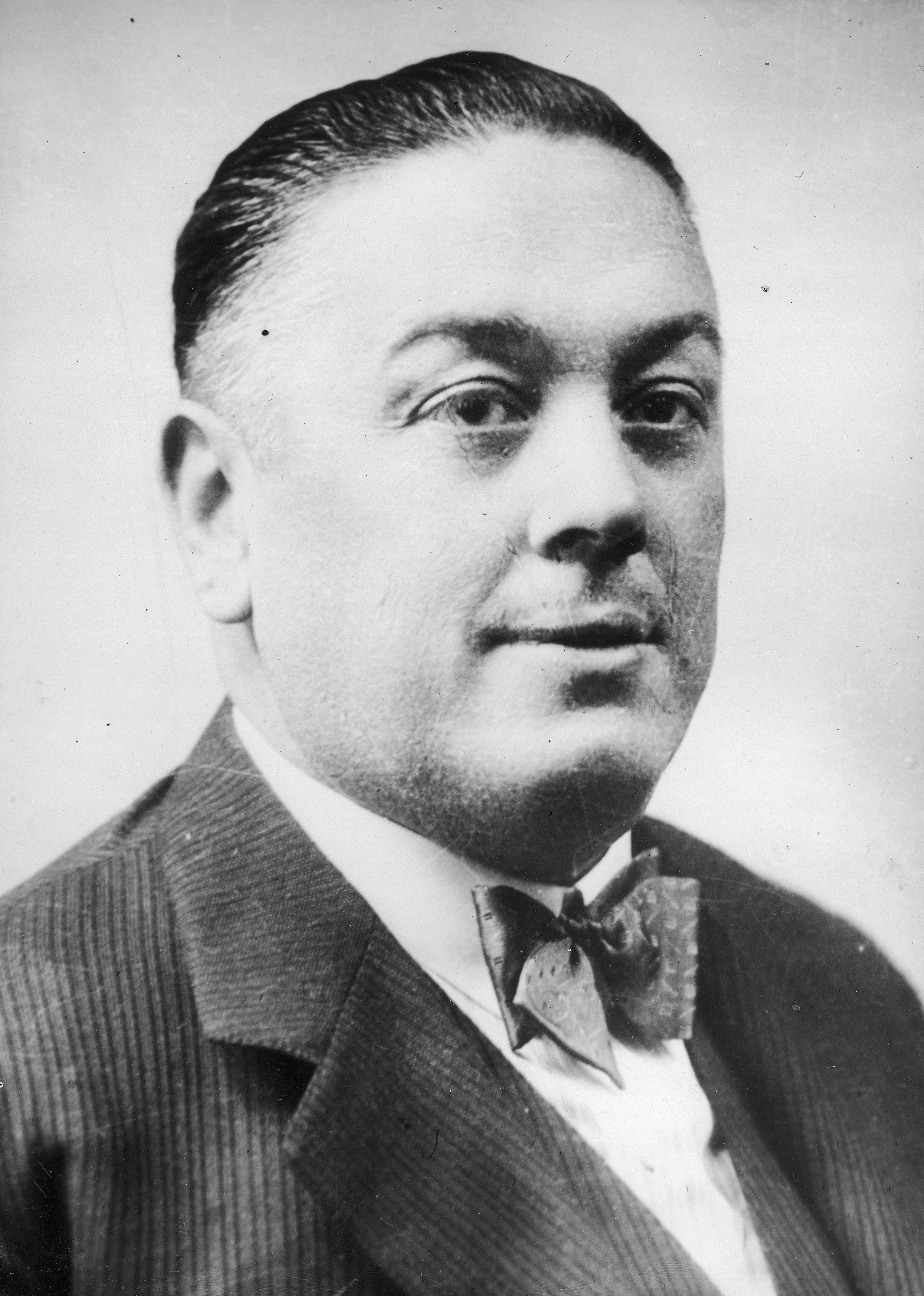
دييغو مارتينيز باريو

ماإن انتصف يوم الجمعة 17 يوليو حتى علمت مدريد أن انتفاضة عسكرية ظهرت في المحمية المغربية. وفي اليوم التالي انتشرت الانتفاضة إلى شبه الجزيرة، فطالبت المنظمات العمالية (CNT وUGT) بتسليح الشعب لإنهائها، وهو ما رفضته حكومة سانتياغو كاساريس كيروغا، لأنه يخشى اليسار الجمهوري في ذلك الوقت مثل خشيته من الانقلاب العسكري المعادي للجمهورية.
في ليلة السبت 18 يوليو قدم كاساريس كيروغا استقالته إلى الرئيس مانويل أثانيا. فكلف الرئيس زعيم حزب الاتحاد الجمهوري ورئيس الكورتيس دييغو مارتينيز باريو بتشكيل حكومة لوقف التمرد، دون اللجوء إلى الدعم المسلح للمنظمات العمالية. ضم مارتينيز باريو سياسيين معتدلين في حكومته مع استبعاد التطرفين (CEDA والحزب الشيوعي الإسباني) على استعداد للتوصل إلى نوع من الاتفاق مع الجيش لوقف التمرد. واستمرت اتصالاته مع المتمردين من فجر يوم السبت 18 يوليو حتى اليوم التالي، فتحدث عبر الهاتف مع الجنرال إميليو مولا مدير الانتفاضة، لكنه رفض رفضا قاطعا أي نوع من الاتفاق، قائلا لباريو:«لديك جماهيرك وأنا عندي». فاستقالت حكومة مارتينيز باريو التوفيقية. فعين أثانيا في نفس اليوم رجل من حزبه وهو خوسيه غيرال ليرأس الوزارة، فشكل حكومة تتكون حصريًا من اليسار الجمهوري بدعم قوي من الاشتراكيون، فاتخذ قرار تسليح المنظمات العمالية، وهو أمر كان مارتينيز باريو قد رفضه لأنه كما هو الحال مع كاساريس كيروغا، اعتبر أن هذا الأمر يتجاوز عتبة الدفاع الدستوري والقانوني عن الجمهورية.
بسبب قرار إعطاء السلاح للشعب خسرت الدولة الجمهورية احتكار القدرة الدفاعية، لذلك لم تستطع منع انطلاق ثورة اجتماعية، لأن المنظمات العمالية لم تخرج «للدفاع عن الجمهورية حرفيا... ولكن للقيام بالثورة. (...) حاول انقلاب معاد للثورة أن يوقفها، إلا أنه انتهى بإطلاق العنان لها في النهاية.»

### الجدل حول تسليح الشعب
يرى المؤرخ البريطاني هيو توماس (في كتاب نُشر بالإسبانية سنة 1976) أن «الوسائل الدستورية لمناهضة التمرد قد فشلت. وهذا حتمي لأن جزءًا كبيرًا من قوة القانون والنظام - الجيش والحرس المدني - كانوا مع المتمردين الذين ادعوا أنهم هم الذين يمثلون النظام، على الرغم من كونهم خارج القانون، وأن القوة الوحيدة القادرة على مقاومة المتمردين هي قوة النقابات والأحزاب اليسارية. فاستخدام الحكومة تلك القوة يعني قبولها للثورة، وليس من المستغرب أن يتردد كاساريس كيروغا في اتخاذ تلك الخطوة، ولكن في الوقت الذي وصلت فيه الأمور إلى إسبانيا مساء يوم 18 يوليو، أضحت تلك الخطوة حتمية في المدن التي حدثت فيها التمردات، في المغرب وأندلسيا كان أولئك الذين عارضوها هم الأحزاب الثورية اليسارية. بطرق صغيرة توقعت الثورة ذلك التمرد، لأنه عندما وصلت أنباء انتفاضة المغرب وإشبيلية إلى أماكن لايوجد فيها حاميات عسكرية، فكان رد الفعل الطبيعي لليسار أن لا ينتظر مهاجمتها. (...) [عندما أمرت حكومة غيرال الحكام المدنيين] بتوزيع جميع الأسلحة الموجودة... وفي كثير من الأماكن جاءت تلك الأوامر متأخرة للغاية».
ويرى المؤرخ خوليو أروستيجي (في كتاب نُشر سنة 2006) أن تأخر الحكومة في تسليم الأسلحة إلى المنظمات العمالية كان مفتاح انتصار المتمردين في مدن معينة مثل إشبيلية وغرناطة وأفيلا. وكان "الشك القاتل" عند حكومتي كاساريس كيروغا ومارتينيز باريو في تسليم السلاح أو عدمه حاسماً في منع إزاحة التمرد من جذوره... وفي اللحظة الحاسمة رفض هؤلاء السياسيون مناشدة الشعب.... للدفاع المسلح عن الجمهورية، ورفضوا تسليم الأسلحة من الحاميات العسكرية التي طالبت بها منظمات البروليتاريا والأحزاب والنقابات ... وفي كثير من الحالات منع الحكام المدنيين والسلطات التابعة الأخرى من وضع أنفسهم في مواجهة الحركات الدفاعية الشعبية. فظهر واضحا أن هذا الشلل كان أفضل رصيد للمتمردين".
المؤرخ خوليان كازانوفا (في كتاب نُشر سنة 2007) اعتبر فكرة أن «الشعب المسلح» هو الذي هزم المتمردين في شوارع المدن الإسبانية الرئيسية هي اسطورة مجازية. فوفقا لكازانوفا فإن العامل الحاسم هو موقف الجيش، بمن فيهم الذين قادوا قوات النظام العام، لأن مقاتلي العمال الذين تمكنوا من صد المتمردين اعتمد على مدى إخلاص القادة العسكريين أو ترددهم، ومدريد وبرشلونة مثالان جيدان، بالإضافة إلى فالنسيا وجيان وسان سيباستيان.

### القمع في منطقة الانتفاضة
قام الجنرال مولا الذي استلم منذ نهاية أبريل 1936 قيادة مؤامرة الانقلاب، بكتابة وتوزيع سلسلة من التعميمات أو «تعليمات محفوظة» أوجز فيها مخططه المعقد الذي سيسير فيه الانقلاب المقبل.فكان التعميم الأول في 25 مايو، ذكر فيها أنه يجب أن يكون الانقلاب مصحوبًا بقمع عنيف في «التعليمات المحجوزة» رقم 5 الصادرة في 20 يونيو كما حذر أيضا من أن نفس الإجراء سيتم اتخاذه ضد الضباط الذين لا يتعاطفون مع حركة الانقلاب.
تم تنفيذ تهديدات مولا بالكامل عند اندلاع الانتفاضة، فقد كان القمع شرسًا وممنهجًا ضد جميع من قاوموا الانقلاب، وهم الضباط الذين اظهروا الولاء للسلطة القائمة قانونًا وأولئك الذين أبدوا شكوكًا، ودون استثناء بسبب القرابة أو الصداقة. المفارقة المأساوية هي أن الضباط الذين ظلوا موالين للشرعية الجمهورية واجهوا مجالس حرب حيث قام متآمروهم الانقلابيون بمحاكمتهم وإدانتهم وإعدامهم بجريمة «التمرد».
كان نمط القمع متشابهًا جدًا في كل مكان: اعلان التمرد، اعتقال وقتل القادة والضباط المعارضين أو المترددين؛ انضمام الميليشيات الفلانخية والكارلية حيثما كانت موجودة؛ السيطرة على الشوارع والنقاط الاستراتيجية؛ غارات معاقبة لأحياء الطبقة العاملة واغتيال العمد والحكام المدنيين والسلطات الجمهورية والعمال اليساريين والقادة السياسيين.

## الوضع النهائي: تقسيم إسبانيا إلى منطقتين

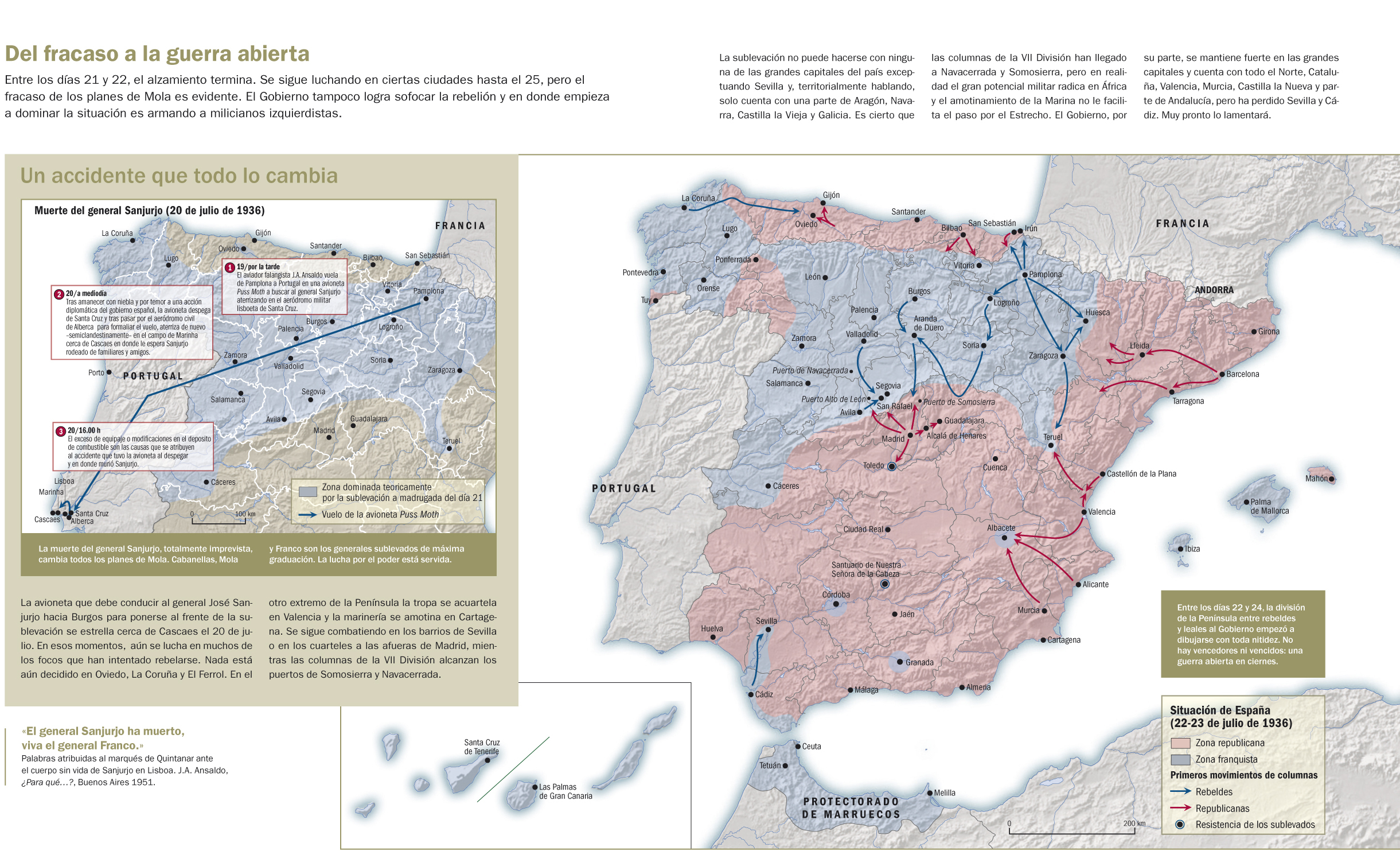
الوضع بعد فشل الانقلاب الجزئي يوم 22-23 يوليو 1936. المناطق بالأزرق هي الخاضعة للمتمردين.

لا يوجد اتفاق كامل بين المؤرخين لتحديد تاريخ انتهاء الانتفاضة وبداية الحرب نفسها. فأشار البعض إلى يوم الاثنين 20 يوليو 1936، بينما أشار آخرون إلى اليوم التالي الثلاثاء 21 يوليو، لأنهم في ذلك اليوم كانوا لا يزالون يقاتلون في بعض الأماكن، مثل طليطلة وألمرية وغرناطة وسان سيباستيان وفيرول. لكن الحقيقة هي أنه نتيجة نجاح التمرد في بعض الأماكن وفشله في أماكن أخرى، فقد انقسمت إسبانيا إلى منطقتين: إحداهما سيطر عليها الجيش الذي تمرد ضد الجمهورية (المنطقة المتمردة)، وأخرى ظلت مخلصة للحكومة (المنطقة الجمهورية).

### تقسيم إسبانيا
لم يحقق المتمردون في انقلابهم يوم الأربعاء 22 يوليو 1936 هدفهم الرئيسي المتمثل في الاستيلاء على مركز السلطة (مدريد) أو المدن الكبرى مثل برشلونة وفالنسيا وبلباو ومالقة ومرسية (إلا أنهم سيطروا على إشبيلية وسرقسطة وبلد الوليد وقرطبة)، وسيطروا على نصف الأراضي الإسبانية تقريبًا، حيث سيطروا عمليا على ثلث شبه الجزيرة الشمالية. بالإضافة إلى مدن أندلسية مثل إشبيلية وقرطبة وقادس متصلة ببعضها بشريط ضيق (ومعهم مدينة غرناطة ولكن معزولة)، وكذلك كامل محمية المغرب والأرخبيلين (جزر الكناري وجزر البليار عدا مينوركا وجزيرة لا بالما في البداية). خارج هذه المنطقة سيطروا على بعض الأماكن المعزولة ونقاط المقاومة داخل المنطقة الجمهورية مثل مدينة أوفييدو ثكنات سيمانكاس في خيخون وقصر طليطلة. كانت إسبانيا التي يسيطر عليها المتمردون بشكل عام هي مناطق داخلية وريف إسبانيا والمجتمعات المتخلفة، والملاك الزراعيين الكبار والمتوسطين، والبروليتاريا الزراعية الواسعة أيضًا". سيطر المتمردون على مناطق كبيرة من مزارع الحبوب، ولكن الصناعة الثقيلة والخفيفة على حد سواء بقيت بيد الجمهورية. كان هناك 11 مليون نسمة في المنطقة المتمردة من أصل 25 مليون نسمة في كل إسبانيا.
تمكن الجمهوريون يوم الأربعاء 22 يوليو من أخذ النصف الشرقي من شبه الجزيرة (النصف الشرقي من أراغون (عدا العواصم الثلاثة) وكتالونيا وفالنسيا ومنطقة مرسية شرق الأندلس (عدا مدينة غرناطة) ومدريد وقشتالة الجديدة) وكذلك مقاطعات بطليوس وولبة. وشريط كانتابريا المعزول عن منطقة أستورياس (عدا أوفييدو وخيخون) وسانتاندر وبيسكاي وغيبوثكوا. فالأراضي الموالية هي متفوقة في امتدادها عن مناطق المتمردين، وبوجه عام كانت مناطق إسبانيا «أكثر تطورًا اجتماعيًا، بوجود عدد كبير من السكان المتحضرين، وأكثر صناعية ومع نوى العمال المنظمين الحديثين». في الواقع فإن الحكومة سيطرت على العاصمة السياسية للبلاد مدريد والعاصمة الاقتصادية برشلونة.
إذا تم تحقيق التوازن حسب المقاطعة، فإن النتيجة نجاح 30 انتفاضة (لا تشمل سبتة ومليلية ومحمية المغرب) بينما فشلت في 20 انتفاضة، مما يعني أنه وفقًا لتعداد 1930 أكثر من 13 مليون إسباني يقطن في المنطقة الموالية للجمهورية، ونحو 11 مليون في منطقة المتمردين. كان السبب الرئيسي لنجاح الانتفاضة في بعض المقاطعات والفشل في مناطق أخرى هو الموقف الذي اتخذه القادة العسكريون كل على حدة، وليست العوامل الاجتماعية أو السياسية، كما يمكن رؤيته في حالات مدريد وبرشلونة حيث فشل التمرد -بحسب فرانسيسكو عليا ميراندا- لأن المتمردين لم يكن لديهم الدعم الكافي من رفاقهم. ومع ذلك كانت استجابة السلطات الجمهورية للانتفاضة مهمة أيضًا، حيث أن كل حاكم مدني تصرف بشكل مختلف. حيث تصرفوا «بالسرعة والاجتهاد والطاقة» تمكنوا من وقف التمرد (كما هو الحال في ملقة وولبة وألمرية وبطليوس وأفييدو وسيوداد ريال وكوينكا وجيان)، بينما لم يفعلوا أي شيء «بدافع البخل أو التردد أو الجهل» فانتصر التمرد (كما في لوغرونيو وقصرش وغيبوثكوا).

### انقسام الجيش الإسباني
ذكر معظم المؤرخين قضية مثيرة للجدل بأن 70٪ من 15 ألف من القادة والضباط النشطين في 1936 قاتلوا في جانب المتمردين (قتل أو سجن 1236 منهم كونهم رفضوا المشاركة مع الطرف المنتصر في الموقع)، على العكس من ذلك لم يتمرد معظم الجنرالات المائة. ومن بين 210 آلاف من الجنود وضباط الصف الذين شكلوا نظريًا الجيش النظامي في 1936، انضم حوالي 120 ألف إلى منطقة التمرد منهم 47 ألف من جيش إفريقيا الذي كان صفوة الجيش الاسباني. أما الحرس المدني وحرس الاقتحام وحرس الحدود فكان منقسما بين متمرد وموالي للجمهورية. على الرغم من أن المشكلة الرئيسية التي واجهت الجانب الجمهوري هي نقص القادة والضباط. منذ ذلك الحين على الرغم من أن حوالي 90 ألف جندي من الجنود وضباط الصف بقيوا من بين 210 آلاف الذين شكلوا الجيش الإسباني سنة 1936، إلا أن 1500 فقط من القادة والضباط ظلوا مخلصين (بالإضافة إلى بضع عشرات من الجنرالات). من بين 500 ألف بندقية متاحة، كان حوالي 200 ألف تحت سيطرة الحكومة؛ تم توزيع 65 ألف بين السكان. وسيطر الجمهوريون على ثلث الرشاشات الخفيفة والمدافع الرشاشة الثقيلة. من بين 1007 قطعة مدفعية كانت متاحة في يوليو 1936، كانت 387 في أيدي الجمهوريين. من بين 18 دبابة كان الجيش الإسباني يملكها في وقت الانقلاب، بقيت 10 في أيدي الجمهورية.
وفقا للمؤرخ فرانسيسكو عليا ميراندا من جامعة كاستيا لا مانتشا فإن توزيع الجنرالات والقادة والضباط وطلبة الأكاديميات بين الجانبين بعد الانقلاب كان 8,929 في منطقة الجمهورية و 9,294 في منطقة المتمردين، أما بالنسبة لتوزيع الجنود، فإن 116,501 قد بقوا في المنطقة الجمهورية و 140,604 في منطقة المتمردين، ومنهم 47127 من الجيش الأفريقي، وهي الوحدة العسكرية الإسبانية الأكثر استعدادًا وتتمتع بخبرة قتالية أكبر، مما جعل توازن القوى أفضل للمتمردين. وهناك عنصر آخر لمصلحة المتمردين هو أنه عندما ظل الجنرالات والقيادة العليا موالين للجمهورية، انضم الكثير من القادة والضباط المتوسطون إلى التمرد.
إذا تم النظر في التطور العسكري خلال الحرب، فإن البيانات كانت لصالح المتمردين، بسبب ازدياد اعداد ضباط الجانب المتمرد خلال تلك الفترة لتصل إلى 14,104 جندي في 1 أبريل 1939، بينما تناقص هذا العدد في الجانب الجمهوري حتى وصل إلى 4,771، ويرجع ذلك أساسًا إلى خروج العديد من الرؤساء والضباط خلال الحرب إلى الجانب الآخر. كما أشار المؤرخ ميراندا، يجب أن يوضع في الاعتبار أن معظم الضباط الـ 18 ألف الذين كانوا في إسبانيا في يوليو 1936 رحبوا للانقلاب، حيث غلبة العقلية المحافظة بينهم سواءا العقود أو العسكر. أما العامل الآخر الذي فسر انخفاض عدد القادة والضباط في الجانب الجمهوري، وهو أن أكثر من نصف أولئك الذين بقوا في تلك المنطقة بعد الانقلاب رفضوا طاعة السلطات الجمهورية، وهو أمر لم يحدث ذلك من جانب المتمردين. ففي الجانب المتمرد أعدم أو طرد 258 عسكريا من الجيش، بينما في الجانب الجمهوري تم طرد 4450 عسكريا، منهم 1772 أعدموا رميا بالرصاص. وحتى في هذا الجانب لم يُمنح العديد من الضباط قيادة القوات لأنهم لا يثقون بهم لذلك فقد أعطوهم مناصب إدارية.
في المنطقة المتمردة، تسببت وفاة زعيم التمرد الجنرال سانخورخو في حادث تحطم طائرة بصدمة، فقرر الجنرالات المتمردين إنشاء مجلس الدفاع الوطني يوم الخميس 23 يوليو، والذي شكل في اليوم التالي في بورغوس. ويتكون مجلس قيادته من الجنرالات ميغيل كابانيلاس الذي عين رئيسًا لمجلس القيادة لكونه أقدم الجنرالات وأندريس ساليكيت وميغيل بونتي وإميليو مولا وفيديل دافيلا. في المرسوم رقم 1 الذي نشره المجلس أكد بأنه تولى جميع سلطات الدولة، وأنه يمثل البلد أمام الدول الأجنبية، ولكن لم تعترف به أي دولة مُقِرَةّ بحكومة شرعية واحدة لإسبانيا برئاسة اليساري خوسيه جيرال.

## معلومة
1. ↑  بالإضافة إلى مستعمراتها المحمية المغربية وغينيا الإسبانية والساقية الحمراء ووادي الذهب وإفني ورأس جوبي.
2. ↑  مات مولا أيضًا، لكنه مات اثناء الحرب وليس أثناء الانتفاضة.